# Bunuri mobile din domeniul istorie clasate în patrimoniul cultural național al României aflate în Argeș
Acestă listă conține bunurile mobile din domeniul istorie clasate în Patrimoniul cultural național al României aflate la momentul clasării în Argeș.

## Tezaur
| Foto | Informații generale                                          | Detalii tehnice | Descriere | Deținător                             | Legături |
| ---- | ------------------------------------------------------------ | --- | --- | ------------------------------------- | -------- |
|      | Crucea primului mormânt al Floricăi și a lui Ion C. Brătianu | Datare: a doua jumătate a secolului al XIX-lea Descoperit: jud. ARGEȘ, com. Ștefănești, Ștefănești, str. Aleea Stațiunii nr. 37 Dimensiuni: 105 x 45,5 x 15 cm Material: piatră de Albești, Câmpulung Muscel, cioplire                     | Crucea este unicat, simplă și este realizată în stilul crucilor din piatră tradițiunale în zona Argeș și a carierei de la Albești. Ornamentica crucii funerare este reprezentată de caracterul literelor al căror desen, pe fața 1, aparține stilului național românesc. Pe verso, consemnând decesul Floricăi, caracterul cursiv al literelor este cel neutru, utilizat în secolul al XIX-lea , înainte de preluarea caracterelor neo-românești. Text fața 1: AICI.SAU.ODIHNIT/DE.LA.1921/CAND.SAU.MUTAT/IN.BISERICA.DIN/VALE.RAMASITELE/PAMANTESTI/ALE.LUI/IONC.BRATIANU/ALATURI.DE.ALE/FIICEI.SALE/FLORICA/IN AMINTIREA/CAREIA PARINTII/DATUAU.NUMELE/EI.VIEI.SI/LOCUINTEI.LOR; fața 2: IS/NI CA/CS/ Florica Brătianu/Născută la/1863 Aprilie/17.29./S(a)varsita la 1865/ Ianuarie/27 Fl.8. | Muzeul Național Brătianu, Ștefănești  | Cimec    |
|      | Cruce care marchează altarul bisericii lui Horea             | Datare: secolul al XVIII-lea sau al XIX-lea Școală: anonim Descoperit: jud. ARGEȘ, com. Ștefănești, Ștefănești, str. Aleea Stațiunii nr. 37 Dimensiuni: 107 x 83 x 19,5 cm; soclu: 15 x 56,5 x 55 cm Material: piatră de Albești, cioplire | Crucea este săpată în stilul tradițional al crucilor de piatră din județul Argeș, bogat decorată prin cioplire. Crucea prezintă inscripții în caractere chirilice. Pe fața principală, ornamentarea crucii este realizată prin înscrierea textelor în carecuri, ca și prin desenul însuși al literelor chirilice. Lateral, pe brațele crucii și pe fața din spate, motivele ornamentale sun tgeometrice, asemănătoare celor din cusăturile costumului tradițional, de sărbătoare, țărănesc sau boieresc. | Muzeul Național Brătianu, Ștefănești  | Cimec    |
|      | Masă dalată                                                  | Datare: sec. al XVI - lea Dimensiuni: Î - 72 cm; D - 131 cm Material: lemn de cireș pietrificat, piele, ceramică | Masă realizată din lemn de cireș pietrificat, după o metodă tradițională arabă, cu blatul circular. Mijlocul este îmbrăcat în piele de vițel broșată iar marginile sunt placate cu inserții de plăci ceramice, trapezoidale. Pe plăcile de ceramică sunt evocate scene și motive din viața tradițională persană. A fost achiziționată în anul 1860 la o licitație în Paris de Ion C. Brătianu. | Muzeul Național Brătianu, Ștefănești  | Cimec    |
|      | Steag al Unirii (1859) trimis pentru districtul Muscel       | Școală: Țara Românească Descoperit: jud. Argeș, Câmpulung Muscel Dimensiuni: L - 77 cm; LA - 60 cm Material: mătase naturală și fir de aur; pictură, coasere, brodare                                                                      | Exemplarul original al steagului Unirii trimis pentru districtul Muscel, dreptunghiular paralel cu hampa si partea inferioară în trei colțuri. Are galon de aur cu franjuri, pe marginile laterale si inferioară și alăturat acestora este brodat cu tricolorul. Coroana princiară surmontează stemele Moldovei - capul de zimbru și a Țării Românești - vulturul cruciat conturat spre stânga, cu aripile in jos, pe fond rosu, galben, albastru. Între scuturi este cifrul DOMNES A(ALEXANDRU) I ( CUZA). În partea inferioară este emblema heraldică a Muscelului și dedesubt anul 1860. De sus sunt prinse doua panglici-galbenă si albastră, cu scris lipsă. | Muzeul Municipal Câmpulung, Câmpulung | Cimec    |
|      | Metru etalon - după etalonul prototip al Franței             | Descoperit: jud. Argeș, Câmpulung Muscel Dimensiuni: L - 100 cm, L.A - 5,5 cm, G - 0,4 cm Material: alamă, gravare | Metru etalon din timpul domnitorului Alexandru Ioan Cuza. Pe partea superioară, într-un cerc elipsoidal, indicația gravată amintită anterior și doi butoni în formă de disc pentru apucarea ușoară a metrului. Pe margine sunt diviziuni milimetrice. Are semnificație istorică pentru evoluția sistemului de măsuri. Este lucrat după etalonul prototip al Franței, care este a 10 milioana parte din cuartul meridianului pământului. | Muzeul Municipal Câmpulung, Câmpulung | Cimec    |
|      | Baston al lui Mihai Eminescu                                 | Datare: 1876 Dimensiuni: L: 83,5 cm. Material: lemn de bambus, șlefuire, gravare | Baston care a aparținut lui Mihai Eminescu. Este realizat din lemn de bambus, de culoare roșu-brun. Mânerul este din fildeș,sculptat și atent șlefuit, având sculptată în basorelief monograma poetului "M.E.", încadrată într-un decor floral. Tot în partea superioară este prezent un inel de argint avînd gravat: "Junimea - Iași 1876" și o curelușă de piele. Vârful bastonului este realizat tot din fildeș. | Muzeul Județean Argeș, Pitești        | Cimec    |
|      | Stilet al lui Ion Antonescu                                  | Datare: 1942 Dimensiuni: L: 26,5 cm. Material: metal, piele, plastic | Stilet cu lama din oțel inoxidabil, inscripționat cu ornamente florale. Pe lamă are următoarea inscripție: "1942. Colecția Mareșal Ion Antonescu. 60 de ani de viață. 4 decenii sub drapel. Un an în demnitatea de mareșal". Teaca este din piele neagră, lacapete având întărituri de metal. | Muzeul Județean Argeș, Pitești        | Cimec    |
|      | Ceas de birou al lui Ion Antonescu                           | Datare: 1941 Școală: Junghans Dimensiuni: L: 13 cm., l: 9,5 cm., Î: 15 cm. Material: metal, sticlă | Ceas de birou care a aprținut lui Ion Antonescu, marca "Junghans". Cadranul este inscripționat cu cifre arabe, în locul numărului "12" fiind secundarul, iar pe locul cifrei "6" este ceasul pentru sonerie. Pe capac este inscripționat "Trenul Patria. Cabinet militar General Ion Antonescu - 1941". Pe cadran și pe interior este inscripționată marca producătorului german. | Muzeul Județean Argeș, Pitești        | Cimec    |

## Fond
| Foto | Informații generale | Detalii tehnice | Descriere | Deținător                            | Legături |
| ---- | --- | --- | --- | ------------------------------------ | -------- |
|      | Gerardus Mercator, Duisburg, Transilvania, c. 1590 (ed. Henricus Hondius, Amsterdam, 1628). Autor: Gerardus Mercator (Gerhard Kremer) | Datare: 1628 Dimensiuni: (placă / hârtie): 43 x 34 cm / 51,8 x 40,9 cm Material: gravură în cupru (o placă), hârtie manuală, colorare manuală                                                                        | Hartă a Transilvaniei realizată de Mercator, dar care nu figurează între hărțile publicate de el sau de fiul său, Rumold. După ce în anul 1604 plăcile de cupru ale hărților lui Mercator sunt cumpărate de Jodocus Hondius, acesta va începe din 1606 publicarea atlasului, îmbogățit cu noi hărți, lucrare ce se va bucura de un mare succes, edițiile succedându-se până în 1637 (Keuning 1947, 44). Deși Jodocus Hondius moare în 1612, numele său va fi păstrat până în 1619 pe atlasul a cărui editare era continuată de urmașii săi (Moreland / Bannister, 97). Harta de față face parte din una din cele cinci ediții ale atlasului publicate între anii 1623-1633 de fiul lui Jodocus Hondius, Henricus, anterior asocierii cu Johannes Janssonius (Moreland / Bannister, 103), și anume din ediția în limba franceză publicată în anul 1628 (Keuning 1947, 49). Toate denumirile de pe hartă (regiuni, orașe, ape, munți) sunt redate în varianta germană. Transilvania este reprezentată ca un ținut înconjurat de munți, brăzdat de cursurile a trei ape importante (Someș - "Sames", Mureș - "Marisius vel Merisch" și Olt - "Alt vel Aluta"), învecinându-se la nord cu Rusia, la sud-est cu Valahia și la nord-vest cu Ungaria. Cartușul este rotund și nu foarte elaborat, plasat în colțul din dreapta-jos și înconjurat de un chenar bogat ornamentat cu motive vegetale. | Muzeul Județean Argeș, Pitești       | Cimec    |
|      | Gerardus Mercator, Transilvania, Duisburg, c. 1590 (ed. Johannes Janssonius, Amsterdam, c. 1650). Autor: Geradus Mercator (Gerad Kremer) | Datare: 1639-1662 Dimensiuni: (placă / hârtie): 43 x 34,1 cm / 59,1 x 49,7 cm (color) Material: gravură în cupru (o placă), hârtie manuală, colorare manuală                                                         | Hartă a Transilvaniei realizată la c. 1590 de Gerardus Mercator. Cum o copie a acestei hărți fusese publicată la Amsterdam de familia Blaeu în 1634, cunoscând apoi ediții succesive (Keuning 1959, 78-79), familia Hondius o va publica și ea în scurt timp, drept continuatoare legitimă a moștenirii cartografice lăsate de Mercator (în 1604, Jodocus Hondius cumpărase plăcile de cupru ale lui Mercator de la urmașii acestuia). Prima apariție a acestei hărți de sub teascurile tipografice ale atelierului familiei Hondius s-a înregistrat în 1636, cu ocazia editării în limba engleză a atlasului Mercator-Hondius - Atlas or Geographicke Description of the Regions, Countries and Kingdoms of the World (Keuning 1947, 57). Spre a dovedi autenticitatea și legitimitatea hărții lor și spre a sugera, în același timp, faptul că harta publicată cu doi ani mai devreme de familia rivală Blaeu nu era altceva decât un plagiat fără valoare, familia Hondius va marca în colțul hărții sintagma "Per Gerardum Mercatorem". După moartea lui Henricus Hondius (1638), Johannes Janssonius, cumnatul și asociatul său, va continua afacerea cartografică, editând mai departe atlasul sub un nume nou - Atlas Novus. Concurând producțiile lui Blaeu, acest atlas s-a bucurat de un succes remarcabil, cunoscând foarte multe ediții între anii 1638-1666, în cinci limbi (latină, olandeză, franceză, germană și spaniolă) (Keuning 1951, 73; Moreland / Bannister, 97). Harta Transylvania, Sibenburgen a figurat în atlas (harta nr. 487) încă de la prima ediție a acestuia (în limba latină și în limba olandeză), din 1638 (Keuning 1951, 73). Harta alb-negru (nr. inv. F 361/604) a fost inclusă în una din edițiile în limba olandeză ale atlasului lui Janssonius, anii de apariție ai acestor ediții fiind: 1638, 1640-41, 1644-47, 1650-59, 1662 (Keuning 1951, 73). Harta colorată (nr. inv. F 362/605) provine dintr-una din edițiile în limbă franceză, tipărite în anii: 1639-42, 1644, 1646-47, 1649-52, 1656-58, 1662 (Keuning 1951, 73). Harta color prezentată aici este un exemplar rarisim, cu o valoare bibliofilă sporită. Deși verso-ul conține clar o descriere a Transilvaniei în limba franceză, harta imprimată a fost, dintr-o eroare, cea a Palatinatului Bavariei (Palatinatus Bavariae). Janssonius nu a renunțat însă la tirajul astfel rebutat (probabil din rațiuni financiare), ci a procedat la o tipărire individuală a hărții corecte, cea a Transilvaniei, pe filă separată, pe care a aplicat-o prin lipire peste cea a Bavariei. Deși lipirea a fost foarte bine executată, eroarea redacțională este trădată de grosimea evidentă a hărții astfel rezultate, ca și de faptul că conturul hărții Bavariei încă este recognoscibil chiar și suprapus de cel al Transilvaniei. Transilvania este reprezentată ca un ținut înconjurat de munți, brăzdat de cursurile a trei ape importante (Someș - "Sames", Mureș - "Marisius vel Merisch" și Olt - "Alt vel Aluta"), învecinându-se la nord cu Rusia, la sud-est cu Valachia și la nord-vest cu Ungaria. Cartușul este plasat în colțul inferior drept, surmontat de două personaje feminine simbolizând credința, respectiv înțelepciunea, având între ele blazonul familiei Bathory: un scut albastru cu trei gheare de urs. Cum ultimul principe al Transilvaniei provenind din această familie, Gabriel Bathory (1608-1613) își încheiase domnia de mai bine de două decenii, s-a încercat să se explice acest anacronism (prezența blazonului Bathoreștilor în cartuș) prin marea importanță pe care a avut-o această familie în istoria Transilvaniei și prin intrarea ei în conștiința comună a contemporanilor (Feiszt). Explicația devine însă mult mai clară dacă avem în vedere faptul că modelul original al hărții fusese realizat de către Gerardus Mercator prin 1580-1590, atunci când principe al Transilvaniei era Sigismund Bathory (1581-1597). | Muzeul Județean Argeș, Pitești       | Cimec    |
|      | Johannes Sambucus, Transilvania, Viena, 1566 (ed. Abraham Ortelius, Antwerpen, 1598). Autor: Johannes Sambucus | Datare: 1598 Dimensiuni: (placă / hârtie): 45,3 x 33 cm / 48,7 x 36,8 cm Material: gravură în cupru (o placă), hârtie manuală, colorare manuală                                                                      | Hartă a Transilvaniei întocmită în anul 1566, la Viena, de către Sambucus și înaintată prietenului său, Ortelius, care o include în Theatrum Orbis Terrarum încă de la prima ediție a atlasului (ediția în limba latină din 1570). Pentru harta sa, Sambucus s-a inspirit din realizarea lui Johannes Honterus, cu 34 de ani mai veche, această capodoperă fiind, de altfel, și prima hartă individuală a Transilvaniei (Chorographia Transylvaniae Sybemburgen, Basel, 1532 / Brașov, 1539). După patru ani de utilizare, în 1574, placa de cupru originală suferă distrugeri care au dus la înlocuirea ei, începând cu ediția latină a atlasului din 1575, cu o alta, ce se deosebește de cea inițială, atât prin aspectul general mai puțin îngrijit, ceea ce pare a sugera că gravura a fost executată în grabă (Gróf, 287), cât și prin unele detalii (de exemplu: chenarul diferit al cartușului superior - motivele ornamentale de la mijlocul fiecărei laturi sunt ascuțite pe placa inițială și rotunjite pe cea de-a doua; numărul diferit de rânduri ale textului din cartușul din dreapta - cinci în variant inițială, patru în cea de-a doua; figura zoomorfă ce suprapune cartușul din colțul din stânga-jos - pe prima placă schițat mai stângaci, pe cea de-a doua mult mai elaborate etc.). Harta de față, una dintre cele circa 6500 de copii realizate cu varianta a doua a plăcii de cupru între anii 1575 (prima apariție, într-o ediție în limba latină) și 1612 (ultima apariție, în ediția finală a Theatrum Orbis Terrarum, în limba spaniolă) (Van den Broecke, www.orteliusmap.com), a figurat la pagina 98 a ediției în limba franceză a atlasului, tipărită la Antwerpen în anul 1598 (ultima apariție în limba franceză a operei orteliene Theatrum Orbis Terrarum; celelalte cinci ediții anterioare în limba franceză au fost tipărite în anii 1572, 1574, 1581, 1585 și 1587), care grupa 119 hărți (Van der Krogt, 31:351; Van den Broecke 2009, 29). Tirajul acestei ediții a fost estimat la 525 copii (Van den Broecke 2009, 29). | Muzeul Județean Argeș, Pitești       | Cimec    |
|      | Giacomo Gastaldi, Romania, 1584 (ed. Abraham Ortelius, Antwerpen, 1598). Autor: Giacomo (Jacopo) Gastaldi | Datare: 1598 Dimensiuni: (placă / hârtie): 50,2 x 36,3 cm / 53 x 40,4 cm Material: gravură în cupru (o placă), hârtie manuală, colorare manuală                                                                      | Hartă a Peninsulei Balcanice realizată pentru al său Theatrum Orbis Terrarum de către Abraham Ortelius, în anul 1584. Ortelius îl menționează ca autor al acestei hărți pe Giacomo Gastaldi, întrucât aceasta are la bază două hărți ale cartografului italian: o hartă a zonei dunărene din 1559 și o hartă a sud-estului Europei din 1560. Reține atenția cartușul decorativ, supradimensionat. Începând cu ediția în limba latină din anul 1584, această hartă va figura în toate edițiile Theatrum Orbis Terrarum. Numărul copiilor realizate prin intermediul unicei plăci de cupru utilizate a fost estimat între circa 4375 exemplare (Koeman) și circa 5325 exemplare (Van den Broecke). Harta de față a figurat la pagina 102 a ediției în limba franceză a atlasului, tipărită la Antwerpen în anul 1598, care grupa 119 hărți (Van der Krogt, 31:351; Van den Broecke 2009, 29). Tirajul acestei ediții a fost estimat la 525 copii (Van den Broecke 2009, 29). | Muzeul Județean Argeș, Pitești       | Cimec    |
|      | Johannes Sambucus, Ungaria, 1579 (ed. Abraham Ortelius, Antwerpen, 1598). Autor: Johannes Sambucus (Zsámboki János) | Datare: 1598 Dimensiuni: (placă /hârtie): 51 x 34,7 cm / 55,8 x 39,5 cm Material: gravură în cupru (o placă), hârtie manuală, colorare manuală                                                                       | Hartă a Ungariei realizată de Sambucus, la Viena, încă din 1571 și inclusă de Ortelius în Theatrum Orbis Terrarum începând cu ediția în limba latină din 1579. Interesant este faptul că în atlasul lui Ortelius se regăsea încă de la prima ediție, cea în limba latină din 1570, o hartă a Ungariei, și anume cea a lui Wolfgang Lazius (1514-1566) (Hvngariae Descriptio, Wolfgango Lazio Avct.). Bun prieten cu Sambucus, Ortelius hotărăște însă includerea în atlas și a hărții acestuia pentru Ungaria, fără a renunța nici la cea a lui Lazius. Așadar, începând cu 1579, Ungaria avea în Theatrum Orbis Terrarum două hărți, Ortelius lăsând cititorul / utilizatorul atlasului să decidă care dintre ele era mai exactă și mai bine întocmită (Gróf, 286-287). Harta de față a figurat la pagina 97 a ediției în limba franceză a atlasului, tipărită la Antwerpen în anul 1598, care grupa 119 hărți (Van der Krogt, 31:351; Van der Broecke 2009, 29). Tirajul acestei ediții a fost estimat la 525 copii (Van der Broecke 2009, 29). Numărul copiilor acestei hărți realizate prin intermediul unicei plăci de cupru utilizate a fost estimat la circa 6575, din care se mai păstrează aproximativ 621 exemplare (mai puțin de 10%) (Van der Broecke). Conform uzanțelor vremii, Sambucus a dedicat harta arhiducelui Carol, fratele împăratului Maximilian II de Habsburg, așa cum rezultă din mențiunea făcută în cartușul din colțul superior stâng. | Muzeul Județean Argeș, Pitești       | Cimec    |
|      | Nicolas Sanson, Ungaria și țările vecine, Paris, c. 1650 (ed. Henry Overton, Londra, c. 1730). Autor: Nicolas Sanson. | Datare: 1730 Dimensiuni: (placă / hârtie): 95,5 x 57,4 cm / 95,7 x 60,2 cm Material: gravură în cupru (două plăci), hârtie manuală, colorare manuală                                                                 | Hartă a zonei sud-est europene, axată pe Regatul Ungariei, fiind reprezentate și statele învecinate cu acesta. Inițial, această hartă a fost întocmită de Nicolas Sanson, ulterior plăcile ajungând la mai mulți cartografi și editori, fiind recondiționate sau chiar copiate. Harta de față este o ediție engleză, tipărită la Londra de Henry Overton (care își asumă pe de-a-ntregul lucrarea lui Sanson, trecându-l pe acesta sub tăcere) și dedicată regelui George II al Marii Britanii (1727-1760). Este, de fapt, o copie, realizată cu aceleași plăci, a hărții pe care Overton o dedicase la circa 1720 regelui George I (1714-1727). Cum domnia lui George II începe în anul 1727, iar activitatea tipografică a lui Henry Overton se încheie în anul 1743 (Moreland / Bannister, 157), data cea mai probabilă a hărții de față rămâne cel de-al patrulea deceniu al sec. al XVIII-lea. | Muzeul Județean Argeș, Pitești       | Cimec    |
|      | Gerardus Mercator, Duisburg, Nordul Peninsulei Balcanice, c. 1580 (ed. Henricus Hondius, Amsterdam, 1628). Autor: Gerardus Mercator (Gerhard Kremer) | Datare: 1628 Dimensiuni: (placă / hârtie): 47,2 x 34,8 cm / 56,6 x 46,8 cm Material: gravură în cupru (o placă), hârtie manuală, colorare manuală                                                                    | Hartă a zonei nordice a Peninsulei Balcanice, realizată de Mercator și publicată de acesta la Duisburg încă din anul 1589 (Keuning 1947, 42), inclusă în partea secundă a atlasului său. După cumpărarea plăcilor de cupru ale lui Mercator de către Jodocus Hondius în 1604, această hartă va fi editată și intens multiplicată de familia Hondius, preluată ulterior și de asociatul lor, Jan Janssonius. Harta de față face parte din ediția în limba franceză a atlasului Mercator-Hondius, publicată în anul 1628 de fiul lui Jodocus Hondius, Henricus. Începând cu anul 1634, o variantă a acestei hărți, ușor diferită, va fi inclusă de Blaeu în al său Atlas Novus (Keuning 1959, 78-79). Sunt clar individualizate pe hartă, cum se menționează de altfel și în cartuș, Valahia, Serbia, Bulgaria și vechile posesiuni bizantine denumite generic Romania. Alături de aceste teritorii, pe hartă mai sunt marcate și altele, precum Macedonia, Moldova, Basarabia etc. Lanțurile muntoase ale Balcanilor și Carpaților sunt colorate cu maron, râurile de la nord de Dunăre sunt colorate cu roșu, iar cele de la sud de fluviu sunt marcate cu verde. Cartușul este amplasat în colțul superior stâng, bogat ornamentat cu o panoplie de arme și steaguri otomane, dominate de un scut cu semnul semilunei, simbolizând faptul că teritoriile prezentate de hartă se aflau sub dominația sau influența politică a Imperiului Otoman. | Muzeul Județean Argeș, Pitești       | Cimec    |
|      | Gerardus Mercator, Duisburg, Nordul Peninsulei Balcanice, c. 1580 (ed. Willem Janszoon Blaeu și Joan Blaeu, Amsterdam, c. 1645). Autor: Gerardus Mercator (Gerhard Kremer)                                                                                           | Datare: 1645 Dimensiuni: (placă / hârtie): 51 x 38,4 cm / 56,2 x 43,1 cm (color) Material: gravură în cupru (o placă), hârtie manuală, colorare manuală                                                              | Hartă a zonei nordice a Peninsulei Balcanice, realizată de Mercator și publicată de acesta la Duisburg încă din anul 1589 (Keuning 1947, 42), inclusă în partea a II-a a atlasului său. După cumpărarea plăcilor de cupru ale lui Mercator de către Jodocus Hondius în 1604, această hartă va fi editată și intens multiplicată de familia Hondius, preluată ulterior și de asociatul lor, J. Janssonius. Marele lor rival de pe piața cartografică olandeză, Willem Janszoon Blaeu, va copia harta Mercator-Hondius, realizând propria sa versiune, marcată ca atare, rezultatul final fiind harta de față. Această hartă a fost publicată pentru prima oară în 1634, la Amsterdam, în ediția în limba germană a atlasului realizat de Willem Janszoon Blaeu în colaborare cu fiul său, Joan (Keuning 1959, 78-79). Harta prezentată aici face parte din una dintre edițiile în limba olandeză ale aceluiași atlas, tipărite tot la Amsterdam, începând cu anul 1635 și reeditată periodic până în 1650 (Moreland / Bannister, 108). Diferențele față de varianta Mercator-Hondius sunt minore, harta lui Blaeu având dimensiuni ceva mai mari, o trăsătură distinctivă fiind aceea că îi lipsesc meridianele. | Muzeul Județean Argeș, Pitești       | Cimec    |
|      | Gerardus Mercator, Duisburg, Nordul Peninsulei Balcanice, c. 1580 (ed. Willem Janszoon Blaeu și Joan Blaeu, Amsterdam, c. 1645). Autor: Gerardus Mercator (Gerhard Kremer)                                                                                           | Datare: 1645 Dimensiuni: (placă / hârtie): 51 x 38,4 cm / 66,1 x 56,2 cm (alb-negru) Material: gravură în cupru (o placă), hârtie manuală, colorare manuală                                                          | Hartă a zonei nordice a Peninsulei Balcanice, realizată de Mercator și publicată de acesta la Duisburg încă din anul 1589 (Keuning 1947, 42), inclusă în partea a II-a a atlasului său. După cumpărarea plăcilor de cupru ale lui Mercator de către Jodocus Hondius în 1604, această hartă va fi editată și intens multiplicată de familia Hondius, preluată ulterior și de asociatul lor, J. Janssonius. Marele lor rival de pe piața cartografică olandeză, Willem Janszoon Blaeu, va copia harta Mercator-Hondius, realizând propria sa versiune, marcată ca atare, rezultatul final fiind harta de față. Această hartă a fost publicată pentru prima oară în 1634, la Amsterdam, în ediția în limba germană a atlasului realizat de Willem Janszoon Blaeu în colaborare cu fiul său, Joan (Keuning 1959, 78-79). Harta prezentată aici face parte din una dintre edițiile în limba olandeză ale aceluiași atlas, tipărite tot la Amsterdam, începând cu anul 1635 și reeditată periodic până în 1650 (Moreland / Bannister, 108). Diferențele față de varianta Mercator-Hondius sunt minore, harta lui Blaeu având dimensiuni ceva mai mari, o trăsătură distinctivă fiind aceea că îi lipsesc meridianele. | Muzeul Județean Argeș, Pitești       | Cimec    |
|      | Willem Janszoon Blaeu și Joan Blaeu, Ungaria, Amsterdam, 1635 Autor: Willem Janszoon Blaeu și Joan Blaeu. | Datare: 1635 Dimensiuni: (placă / hârtie): 51,4 x 42,5 cm / 57,1 x 48,4 cm Material: gravură în cupru (o placă), hârtie manuală, colorare manuală                                                                    | Hartă elaborată a Ungariei, atât geografică (sunt redate cursurile de apă, lacurile, munții, pădurile), cât și administrativă (sunt menționate toate comitatele regatului, orașele de reședință fiind marcate cu semne convenționale colorate în roșu). Regatul Maghiar este reprezentat ca un teritoriu aproximativ patrulater, având în mijloc Buda și străbătut în diagonală, de la nord-vest la sud-est, de Dunăre. Hotarul sudic este râul Sava, cel vestic, un alt râu, Leithe, iar hotarele de nord și de est sunt linii convenționale: cel nordic, mergând de la Halic, prin Ujvar, urmând linia Carpaților și ajungând la Sighet și Sătmar, iar cel estic, pornind de la Sătmar, prin Vărșand, apoi Dombegyház și coborând până la est de Belgrad. Teritoriile învecinate sunt marcate astfel: Moravia la nord-vest, Rusia la nord-est, Bosnia la sud-vest, Austria la vest și Transilvania la est. Deși paralelele sunt marcate, meridianele lipsesc - o trăsătură particulară întâlnită și în cazul altor hărți produse de Blaeu. Cartușul frumos gravat și colorat, plasat în colțul inferior stâng, este suprapus de simbolul heraldic al Regatului Maghiar timbrat de o coroană princiară deschisă cu trei feuroane și încadrat de reprezentări alegorice ale Dunării și abundenței recoltelor. Această hartă a fost publicată pentru prima oară în 1634, la Amsterdm, în ediția în limba germană a atlasului realizat de Willem Janszoon Blaeu în colaborare cu fiul său, Joan (Keuning 1959, 78-79). Harta de față face parte din ediția în limba latină a aceluiași atlas, tipărită tot la Amsterdam, un an mai târziu, în 1635 și reeditată periodic până în 1650 (Moreland / Bannister 108). O variantă a acestei hărți apare și în opera cartografică a lui J. Janssonius, începând cu anul 1636 (Keuning 1947, 57-58; Szántai 1, Janssonius 3), ceea ce ridică semne de întrebare asupra originii inițiale a plăcii și a sursei de inspirație. Prima ediție a hărții, tipărită de familia Blaeu, în 1634 (ediția germană a Appendix-ului), ca și edițiile care i-au urmat, indică invariabil drept sursă: "Apud Guiljelmum et Johannem Blaeu". Însă prima ediție a hărții tipărită de J. Janssonius, în 1636 (ediția în limba engleză a atlasului Mercator-Hondius), poartă mențiunea "Per Gerardum Mercatorem" (Keuning 1947, 57), chiar dacă curând după aceea, în același an 1636 (ediția Appendix-ului german), Janssonius renunță și el la această mențiune, înlocuind numele lui Mercator cu al său: "Apud Johanem Janssonium". Prin publicarea inițială a hărții din 1636 cu numele lui Mercator, Janssonius sugera că respectiva placă gravată făcuse parte din lotul achiziționat în 1604 de Jodocus Hondius de la urmașii lui Mercator, iar versiunea familiei Blaeu nu era altceva decât un plagiat. De altfel Janssonius și asociatul său, Henricus Hondius, îl acuzaseră public pe Blaeu de plagiat încă din 1633, în ediția franceză a Atlasului Mercator-Hondius (Keuning 1959, 77). Problema rămâne însă departe de a-și găsi o rezolvare: nu trebuie uitat că familia Blaeu publică harta cu doi ani mai devreme decât marele lor rival, Janssonius, și că în 1629 Willem Janszoon Blaeu a cumpărat un lot de plăci chiar din patrimoniul familiei Hondius, și anume 34 de plăci, partea moștenită de Jodocus Hondius Jr. ("de Jonge") și vândută lui Blaeu de urmașii acestuia (Keuning 1959, 74-75). Mai mult, Willem Janszoon Blaeu a depus încă din 1608, în Adunarea Statelor Olandei și Friziei, o plângere la adresa lui Johanes Janssonius, acuzându-l de plagiat (Stevenson, 26). | Muzeul Județean Argeș, Pitești       | Cimec    |
|      | Willem Janszoon Blaeu și Joan Blaeu, Cursul Dunării, Amsterdam, 1635 Autor: Willem Janszoon Blaeu și Joan Blaeu | Datare: 1635 Dimensiuni: (placă / hârtie): 96 x 41,3 cm / 104 x 49,6 cm (color) Material: gravură în cupru (două plăci), hârtie manuală, colorare manuală                                                            | Hartă detaliată a cursului Dunării (și a întregului bazin al fluviului), de la izvoarele din Schwarzwald (Baden-Württemberg) până la vărsarea în Marea Neagră. Placa a fost gravată foarte probabil în atelierul familiei Blaeu. Harta a apărut pentru prima dată în cadrul ediției latine a atlasului lui Blaeu, tipărită la Amsterdam, în anul 1635 (Keuning 1959, 81-82), înlocuind o hartă mai veche și mai rudimentară a Dunării (Tractus Danubii) ce fusese inclusă în ediția germană a aceluiași atlas, publicată un an mai devreme, în 1634. Se remarcă prin detaliu cartușul extrem de sugestiv, de-o parte și de alta ale căruia sunt reprezentate cele două forțe ce-și disputau supremația asupra zonei dunărene: în stânga, Sfântul Imperiu Roman de Națiune Germană, simbolizat de împăratul în armură (în vremea aceea Ferdinand II de Habsburg), cu regalia completă (coroana, mantia, spada, globul cruciger) apărând Creștinătatea, simbolizată de o femeie ce susține cu mâna dreaptă un crucifix și o pavăză cu însemnul heraldic al Habsburgilor, acvila bicefală; de cealalată parte, în dreapta, Imperiul Otoman, simbolizat de sultan (Murad IV) care ridică sabia amenințător, sprijinindu-se de scutul cu semilună și îndemnând la luptă Islamul, reprezentat de o femeie ce calcă în picioare un crucifix. Vigneta din colțul din stânga-jos îl reprezintă alegoric pe bătrânul fluviu Danubius, căruia principalii săi afluenți îi aduc tributul de ape. Ulterior, la mijlocul și în a doua jumătate a sec. al XVII-lea, variante ale acestei hărți, îmbogățite treptat cu noi localități, apar la Jan Jansson (Van der Krogt 1, 1110:1B.1), respectiv la Nicolaes Visscher (II) (Ciortan / Radu / Penda, 76-77), acesta din urmă obținând privilegiul din partea Provinciilor Unite în anul 1682. | Muzeul Județean Argeș, Pitești       | Cimec    |
|      | Willem Janszoon Blaeu și Joan Blaeu, Cursul Dunării, Amsterdam, 1635 Autor: Willem Janszoon Blaeu și Joan Blaeu | Datare: 1635 Dimensiuni: (placă / hârtie): 96,2 x 41,3 cm / 98 x 49,5 cm (alb-negru) Material: gravură în cupru (două plăci), hârtie manuală, colorare manuală                                                       | Hartă detaliată a cursului Dunării (și a întregului bazin al fluviului), de la izvoarele din Schwarzwald (Baden-Württemberg) până la vărsarea în Marea Neagră. Placa a fost gravată foarte probabil în atelierul familiei Blaeu. Harta a apărut pentru prima dată în cadrul ediției latine a atlasului lui Blaeu, tipărită la Amsterdam, în anul 1635 (Keuning 1959, 81-82), înlocuind o hartă mai veche și mai rudimentară a Dunării (Tractus Danubii) ce fusese inclusă în ediția germană a aceluiași atlas, publicată un an mai devreme, în 1634. Se remarcă prin detaliu cartușul extrem de sugestiv, de-o parte și de alta ale căruia sunt reprezentate cele două forțe ce-și disputau supremația asupra zonei dunărene: în stânga, Sfântul Imperiu Roman de Națiune Germană, simbolizat de împăratul în armură (în vremea aceea Ferdinand II de Habsburg), cu regalia completă (coroana, mantia, spada, globul cruciger) apărând Creștinătatea, simbolizată de o femeie ce susține cu mâna dreaptă un crucifix și o pavăză cu însemnul heraldic al Habsburgilor, acvila bicefală; de cealalată parte, în dreapta, Imperiul Otoman, simbolizat de sultan (Murad IV) care ridică sabia amenințător, sprijinindu-se de scutul cu semilună și îndemnând la luptă Islamul, reprezentat de o femeie ce calcă în picioare un crucifix. Vigneta din colțul din stânga-jos îl reprezintă alegoric pe bătrânul fluviu Danubius, căruia principalii săi afluenți îi aduc tributul de ape. Ulterior, la mijlocul și în a doua jumătate a sec. al XVII-lea, variante ale acestei hărți, îmbogățite treptat cu noi localități, apar la Jan Jansson (Van der Krogt 1, 1110:1B.1), respectiv la Nicolaes Visscher (II) (Ciortan / Radu / Penda, 76-77), acesta din urmă obținând privilegiul din partea Provinciilor Unite în anul 1682. | Muzeul Județean Argeș, Pitești       | Cimec    |
|      | Joseph Wussin și Anton von Wenzely, Ungaria, Transilvania, Sclavonia, Viena, 1790 (ed. Joseph Philipp Schalbacher, Viena, 1800). Autor: Joseph Wussin și Anton von Wenzely                                                                                           | Datare: 1800 Dimensiuni: 58,4 x 45,4 cm / 76,5 x 57,1 cm (72, D - Nr. inv. 333/576) Material: gravură în cupru (câte o placă pentru fiecare dintre cele patru sectoare ale hărții), hârtie manuală, colorare manuală | Hartă detaliată, de mari dimensiuni (alcătuită din patru planșe separate) a spațiului sud-est european, întocmită în 1790 de o echipă de autori coordonată de cartograful austriac Franz Anton Schraembl. Remarcabilă prin acuratețe și preocuparea pentru detaliu, harta va fi inclusă de Schraembl în Atlasul universal tipărit la Viena zece ani mai târziu (harta nr. 72). Acest atlas alcătuit din 133 de hărți extrem de exacte, care marchează începutul atlaselor austriece ale lumii, a fost un proiect temerar, la care Schraembl începuse să lucreze încă din 1786. Dificultățile financiare au făcut ca proiectul să se materialize abia în anul 1800. | Muzeul Județean Argeș, Pitești       | Cimec    |
|      | Joseph Wussin și Anton von Wenzely, Ungaria, Transilvania, Sclavonia, Viena, 1790 (ed. Joseph Philipp Schalbacher, Viena, 1800). Autor: Joseph Wussin și Anton von Wenzely                                                                                           | Datare: 1800 Dimensiuni: 59,4 x 49 cm / 76,5 x 57 cm (72, F - Nr. inv. 334/577) Material: gravură în cupru (câte o placă pentru fiecare dintre cele patru sectoare ale hărții), hârtie manuală, colorare manuală     | Hartă detaliată, de mari dimensiuni (alcătuită din patru planșe separate) a spațiului sud-est european, întocmită în 1790 de o echipă de autori coordonată de cartograful austriac Franz Anton Schraembl. Remarcabilă prin acuratețe și preocuparea pentru detaliu, harta va fi inclusă de Schraembl în Atlasul universal tipărit la Viena zece ani mai târziu (harta nr. 72). Acest atlas alcătuit din 133 de hărți extrem de exacte, care marchează începutul atlaselor austriece ale lumii, a fost un proiect temerar, la care Schraembl începuse să lucreze încă din 1786. Dificultățile financiare au făcut ca proiectul să se materialize abia în anul 1800. | Muzeul Județean Argeș, Pitești       | Cimec    |
|      | Joseph Wussin și Anton von Wenzely, Ungaria, Transilvania, Sclavonia, Viena, 1790 (ed. Joseph Philipp Schalbacher, Viena, 1800). Autor: Joseph Wussin și Anton von Wenzely                                                                                           | Datare: 1800 Dimensiuni: 58 x 45,9 cm / 76,7 x 57,2 cm (72, E - Nr. inv. 335/578) Material: gravură în cupru (câte o placă pentru fiecare dintre cele patru sectoare ale hărții), hârtie manuală, colorare manuală   | Hartă detaliată, de mari dimensiuni (alcătuită din patru planșe separate) a spațiului sud-est european, întocmită în 1790 de o echipă de autori coordonată de cartograful austriac Franz Anton Schraembl. Remarcabilă prin acuratețe și preocuparea pentru detaliu, harta va fi inclusă de Schraembl în Atlasul universal tipărit la Viena zece ani mai târziu (harta nr. 72). Acest atlas alcătuit din 133 de hărți extrem de exacte, care marchează începutul atlaselor austriece ale lumii, a fost un proiect temerar, la care Schraembl începuse să lucreze încă din 1786. Dificultățile financiare au făcut ca proiectul să se materialize abia în anul 1800. | Muzeul Județean Argeș, Pitești       | Cimec    |
|      | Joseph Wussin și Anton von Wenzely, Ungaria, Transilvania, Sclavonia, Viena, 1790 (ed. Joseph Philipp Schalbacher, Viena, 1800). Autor: Joseph Wussin și Anton von Wenzely                                                                                           | Datare: 1800 Dimensiuni: 57,2 x 48 cm / 77 x 57 cm (72, G - Nr. inv. 336/579) Material: gravură în cupru (câte o placă pentru fiecare dintre cele patru sectoare ale hărții), hârtie manuală, colorare manuală       | Hartă detaliată, de mari dimensiuni (alcătuită din patru planșe separate) a spațiului sud-est european, întocmită în 1790 de o echipă de autori coordonată de cartograful austriac Franz Anton Schraembl. Remarcabilă prin acuratețe și preocuparea pentru detaliu, harta va fi inclusă de Schraembl în Atlasul universal tipărit la Viena zece ani mai târziu (harta nr. 72). Acest atlas alcătuit din 133 de hărți extrem de exacte, care marchează începutul atlaselor austriece ale lumii, a fost un proiect temerar, la care Schraembl începuse să lucreze încă din 1786. Dificultățile financiare au făcut ca proiectul să se materialize abia în anul 1800. | Muzeul Județean Argeș, Pitești       | Cimec    |
|      | I. F. Schmid, Valahia, Moldova și Basarabia, Viena, 1788 (ed. Joseph Philipp Schalbacher, Viena, 1800). Autor: I. F. Schmid | Datare: 1800 Dimensiuni: (placă / hârtie): 59,7 x 47,6 cm / 77 x 57 cm Material: gravură în cupru (o placă), hârtie manuală, colorare manuală                                                                        | Hartă a teritoriului românesc, cu accent pe detalierea spațiului extracarpatic. În cartuș este menționat anul 1788, însă în realitate este vorba de o reeditare a hărții Moldovei și Valahiei pe care Schmid o tipărise la Sankt Petersburg în anul 1774, în contextual războiului ruso-turc, în două ediții (în limba rusă și în limba latină) (Popescu-Spineni, 190). Ediția de față face parte din Atlasul universal al lui F. A. Schraembl, apărut la Viena în 1800 (harta nr. 94). | Muzeul Județean Argeș, Pitești       | Cimec    |
|      | Nicolas Sanson, Regatul Ungariei, Paris, c. 1650 (ed.: Ian Barend Elwe, Amsterdam, 1792). Autor: Henri Abraham Châtelain | Datare: 1792 Dimensiuni: (placă / hârtie): 55,8 x 43,6 cm / 62,4 x 51,6 cm Material: gravură în cupru (o placă), hârtie manuală, colorare manuală                                                                    | Hartă ce ilustrează cea mai mare parte a Europei central-estice și a Peninsulei Balcanice, accentul fiind pus pe Ungaria. A fost inclusă de Elwe în atlasul său geografic și universal pe care l-a tipărit la Amsterdam în 1792 și ulterior, într-o a doua ediție, în 1808. | Muzeul Județean Argeș, Pitești       | Cimec    |
|      | Nicolas de Fer, Teatrul de război la frontiera dintre Imperiile Habsburgic și Otoman, Paris, 1717 Autor: Nicolas de Fer | Datare: 1717 Dimensiuni: (placă / hârtie): 63,2 x 48,3 cm / 72,2 x 54,5 cm Material: gravură în cupru (o placă), hârtie manuală, colorare manuală                                                                    | Harta prezintă zona nordică a Peninsulei Balcanice și o parte a Europei central-estice, până la Viena, drept scenă a confruntărilor armate din războiul austro-turc dintre anii 1683 și 1697, declanșat o dată cu asediul Vienei (1683) și încheiat cu pacea de la Karlowitz (1699) care consfințea înfrângerea Imperiului Otoman. Nicolas de Fer s-a remarcat în epocă drept un cartograf de succes, fiind autorul a câtorva sute de hărți. Afacerea a fost începută în Paris de tatăl său, Antoine de Fer, librar și editor. La moartea acestuia, în 1673, editura și tipografia vor fi preluate de Nicolas, care treptat va dobândi poziții importante: geograf al delfinului Franței (din 1691), al regelui Spaniei (1702) și apoi al regelui Franței (din 1711). După moartea sa, atelierul tipografic va fi moștenit de ginerii săi, Guillaume Danet și Jacques François Bénard, afacerea cartografică rămânând deci în familie și putând fi urmărită în timp până către 1760 (Pastoureau, 169). Placa acestei hărți întocmite de Nicolas de Fer după mai multe surse variabile ca importanță și acuratețe, a fost gravată de van Loon în atelierul tipografic al lui de Fer în primii ani ai sec. al XVIII-lea, prima ediție datând din 1709 (publicată în Atlas ou Recueil de Cartes Geographiques), sau poate chiar din anii 1704-1705 (inclusă în L'Atlas Curieux). A urmat o a doua ediție, în 1717 (din tirajul căreia face parte și harta de față, cum demonstrează clar data menționată în cartuș) și în sfârșit, o a treia ediție, tipărită la mai bine de un deceniu și jumătate după moartea autorului, în 1737, de către J. F. Bénard (Pastoureau, 167-169; Popescu-Spineni, 159). Destul de curios pentru o reprezentare cartografică de la începutul secolului al XVIII-lea, pe această hartă nu sunt redate meridianele și paralelele. | Muzeul Județean Argeș, Pitești       | Cimec    |
|      | Guillaume DeIisle, Ungaria, Paris, 1703 (ed. Johannes Covens și Cornelis Mortier, Amsterdam, c. 1740). Autor: Guillaume DeIisle | Datare: 1740 Dimensiuni: (placă / hârtie): 57,6 x 48,5 cm / 65,5 x 53 cm Material: gravură în cupru (o placă), hârtie manuală, colorare manuală                                                                      | Hartă a Ungariei și a țărilor din jurul său, "care i-au fost altădată supuse". Această hartă este creația lui Guillaume Delisle, mare personalitate a cartografiei franceze, prim-geograf la curtea lui Ludovic XV. Delisle elaborează harta la începutul sec. al XVIII-lea, aceasta fiind tipărită pentru prima oară la Paris, în anul 1703, cu titlul Carte de la Hongrie et des Pays qui en dependoient autrefois (Szántai 1, 142, Delisle 1a) și ulterior inclusă în al său Atlas de Géographie. Începând cu 1708, o nouă versiune a hărții (Szántai 1, 145, Delisle 2), realizată cu o altă placă, ușor modificată în special în ceea ce privește cursul Tisei și Delta Dunării (Szántai 2004, 75-80), o dublează pe cea existentă pe piață deja din 1703. Harta prezentată aici, o reeditare făcută către mijlocul secolului al XVIII-lea în atelierul tipografic din Amsterdam al asociaților Covens și Mortier, reprezintă un exemplar al primei variante de placă, Delisle 1, cu modificări totuși, atât în aspectul general al cartușului, cât și în privința textului acestuia (Le Royaume de Hongrie, față de Carte de la Hongrie - titlul original din 1703). La baza acestei hărți, după cum însuși Delisle mărturisește în textul cartușului, au stat în primul rând observațiile contelui Luigi Ferdinando Marsigli, ofițer de geniu în armata imperială habsburgică, dar personalitate complexă a secolului luminilor, "soldier and virtuoso" (Stoye, 134-138, 152-154), care a străbătut pe teren întreaga zonă dunăreană reprezentată și a executat el însuși numeroase hărți zonale. Prin pasiunea lui Marsigli pentru antichitățile romane se explică prezența pe harta lui Delisle a numeroaselor puncte de interes arheologic, situri de epocă romană, fortificații, castre, poduri, drumuri antice notate cu atâta acribie. Atlasul lui Delisle a fost reeditat postum, între 1730 și 1774, cu titlul de Atlas Nouveau, în tipografia casei editoriale Covens & Mortier din Amsterdam, numărul de hărți, printre care și cea de față, variind de la 53 la 61, în funcție de ediție (Bagrow, 185; Moreland / Bannister, 122). După moartea lui Delisle, plăcile acestuia au fost moștenite de ginerele său, Philippe Buache, iar mai târziu, de la acesta au trecut la J. A. Dezauche - ambii le-au folosit din plin, tipărind hărți și compilând atlase (Bagrow, 185), astfel încât edițiile multiple ale hărții de față pot fi urmărite în timp până în ultimul sfert al secolului al XVIII-lea (de exemplu, ediția Dezauche din 1780 - Ciortan / Radu / Penda, 92-93). 75 | Muzeul Județean Argeș, Pitești       | Cimec    |
|      | Nicolas Sanson și urmașii săi, Regatul Ungariei, Paris, c. 1670 (ed. Johannes Covens și Cornelis Mortier, Amsterdam, c. 1730). Autor: Nicolas Sanson , Guillaume Sanson, Adrien Sanson și Alexis Hubert Jaillot.                                                     | Datare: 1730 Dimensiuni: (placă / hârtie): 116.8 x 95.8 cm / 118.4 x 98.2 cm Material: gravură în cupru (patru plăci), hârtie manuală, colorare manuală                                                              | Hartă a nordului Peninsulei Balcanice și a Europei central-estice, cu accentul pus pe Ungaria, însă sunt redate destul de detaliat și spațiile învecinate. Orașele importante sunt marcate cu roșu. În cazul Țărilor Române extracarpatice, denumirile acestora sunt inversate: pentru Țara Românească se folosește "Principaute de Moldavie", iar pentru Moldova "Moldavie ou Grande Valaquie". Pădurile întinse din jurul Bucureștiului sunt redate extrem de minuțios. Teritoriile stăpânite de Imperiului Otoman pătrund exagerat de adânc la nord de Dunăre, prin Sangiacatul de Vidin, ca și prin Sangiacatul de Nicopole. Este posibil ca această hartă să fi fost inițiată de însuși Nicolas Sanson, însă cu siguranță a fost definitivată de fiii săi și de Jaillot prin 1670. Curând, fie aceste plăci, fie copii ale acestora ajung în posesia fraților (francezi de origine) Mortier, Pieter (Pierre) (1661-1711) și David (1673-1728), stabiliți la Amsterdam, respectiv la Londra. Deja în 1696 aceștia tipăreau harta respectivă sub semnătura lor. Plăcile lui Pieter Mortier sunt moștenite de fiul acestuia, Cornelis, care va continua afacerea tatălui său, în Amsterdam, din anul 1721 asociindu-se cu cumnatul său, Johannes Covens. Editura și atelierul lor tipografic se vor numi simplu, "Covens & Mortier", denumire rămasă neschimbată până în anul 1778, la câțiva ani distanță după moartea lui J. Covens. Așadar, harta de față se numără printre edițiile publicate de cei doi asociați la Amsterdam, în deceniile de la mijlocul sec. al XVIII-lea, după plăcile de proveniență franceză obținute de tatăl lui Cornelis, Pieter Mortier. | Muzeul Județean Argeș, Pitești       | Cimec    |
|      | Pierre Duval, Ungaria și țările vecine, Paris, 1677 Autor: Pierre Duval | Datare: circa 1677 Dimensiuni: (placă / hârtie): 54 x 39,5 cm / 62,6 x 47,5 cm Material: gravură în cupru (o placă), hârtie manuală, colorare manual pe conturul granițelor                                          | Hartă axată pe Regatul Ungariei, fiind reprezentate și statele învecinate cu acesta, practic întreaga jumătate nordică a Peninsulei Balcanice. Pierre Duval este considerat întemeietorul direcției științifice în cartografia franceză (Popescu-Spineni, 155). Harta de față o repetă pe cea apărută în 1661 cu titlul Les Confins des Chretiens et de Turcs și se va bucura de încă două ediții în ultimul sfert al sec. al XVII-lea (1684, 1687). În marginea stângă și în cea dreaptă ale cartușului sunt figurate crucea și luna nouă, simbolurile celor două lumi care se confruntau în zona dunăreană: Europa creștină și Imperiul Otoman. | Muzeul Județean Argeș, Pitești       | Cimec    |
|      | Franz Ludwig Güssefeld, Ungaria și țările vecine, Nürnberg, 1796 (ed. Homännische Erben, Nürnberg, 1796-1797). Autor: Franz Ludwig Güssefeld | Datare: 1796-1797 Dimensiuni: (placă / hârtie): 60,7 x 51 cm / 60,7 x 52,4 cm Material: gravură în cupru (o placă), hârtie manuală, colorare manuală                                                                 | Hartă detaliată a Ungariei, fiind reprezentate și țările sau provinciile învecinate, ca și cele din spațiul mai larg nord-balcanic. Sunt marcate ca atare: Prusia de Sud, estul Moraviei, Galiția și Noua Galiție, Wolhynia, Bucovina, Transilvania, Moldova, Basarabia, Valachia, Dobrogea, Bulgaria, Serbia, estul Austriei (Marca de Steyer), Kraina, Istria, Croația, Dalmația, Bosnia, Herțegovina, Slovenia, Sirmium, Ragusa, jumătatea de nord a Albaniei, nordul Macedoniei și al Rumeliei. Güssefeld este ultimul cartograf important care lucrează pentru casa editorială a moștenitorilor lui Homann (Sandler, 59-60), fondată de acesta la Nürnberg, în 1709 (Bagrow, 187). Cum demonstrează textul din cartuș, harta a fost creată în 1796, fiind inclusă în Atlasul lumii (Weltatlas) publicat peste un an, în 1796, de editura și tipografia Homännische Erben. | Muzeul Județean Argeș, Pitești       | Cimec    |
|      | Robert Le Sieur Janvier, Ungaria, Transilvania, Sclavonia și Croația, Paris, c. 1760 (ed. Jean Lattré, Bordeaux, 1762 sau 1771). Autor: Robert Le Sieur Janvier | Datare: 1762, reeditat în 1771 Dimensiuni: (harta / placă / hârtie): 44,1 x 30,6 cm / 46 x 31,9 cm / 50,8 x 38,7 cm Material: gravură în cupru (o placă), hârtie manuală, colorare manuală                           | Hartă a Ungariei și a provinciilor învecinate. Transilvania este reprezentată individualizat, înconjurată de lanțuri muntoase, iar Valahia și Moldova sunt redate ca fiind incluse în Imperiul Otoman ("Partie des Etats du Turc"). Cartuș relativ simplu dar elegant, decorat cu motive florale și cu stema Regatului Ungar. Harta a fost elaborată de Janvier la Paris, în jurul anului 1760 și reia o hartă a sa anterioară, publicată în 1759. A fost inclusă de Lattré în Atlas moderne, apărut în 1762 și reeditat într-o primă etapă în 1771, și mai apoi, într-o formă ușor modificată, în anii 1783, 1785, 1787 și 1793. | Muzeul Județean Argeș, Pitești       | Cimec    |
|      | Nicolas Sanson și urmașii săi, Ungaria și țările vecine, Paris, c. 1670 (ed. Johannes Covens și Cornelis Mortier, Amsterdam, c. 1730). Autor: Nicolas Sanson , Guillaume Sanson, Adrien Sanson și Alexis Hubert Jaillot.                                             | Datare: 1730 Dimensiuni: (placă / hârtie): 89 x 58.6 cm / 103 x 66.2 cm Material: gravură în cupru (două plăci), hârtie manuală, colorare manuală                                                                    | Hartă a Ungariei și a țărilor învecinate, clar delimitate și colorate în diferite nuanțe de galben, verde și ciclam, elaborată inițial de Nicolas Sanson și definitivată prin prelucrarea plăcilor acestuia de fiii săi (Guillaume și Adrien) în colaborare (începând cu anul 1669) cu A. H. Jaillot, geograf al regelui din 1686. După recondiționarea și actualizarea plăcilor lui Sanson (Moreland / Bannister, 128), Jaillot publică această hartă inițial în 1673, iar mai apoi, începând cu anul 1692, o va include în Atlas Nouveau (Popescu-Spineni, 159), urmând mai multe ediții. După moartea lui Jaillot, plăcile acestei hărți ajung în Olanda, la Amsterdam. Așa cum se menționează în subsolul cartușului scării, harta de față a fost tipărită în atelierul casei editoriale "Covens & Mortier", atelier ce a funcționat cu acest nume la Amsterdam, începând cu 1721 până în 1778. După această dată, până în a doua jumătate a sec. al XIX-lea, editura își schimbă numele de cel puțin două ori ("J. Covens și fiul" - 1778-1794; "Mortier, Covens și fiul" - 1794-1862) (Moreland / Bannister, 122). Încă de la asocierea lor, în 1721, Johannes Covens și Cornelis Mortier și-au propus, și au și reușit în mare măsură, un program editorial extrem de complex și de variat, cumpărând plăcile unor renumiți cartografi ai vremii, precum Sanson, Jaillot, Delisle, Visscher, De Witt etc. și reeditându-le. Începând cu anul 1730, ei reiau publicarea, în mai multe ediții, a Atlasului Sanson-Jaillot (Atlas Novus). Harta aceasta este produsul unei astfel de reeditări. | Muzeul Județean Argeș, Pitești       | Cimec    |
|      | Urmașii lui Nicolas Sanson, Cursul Dunării, de la izvoare până la vărsare, Paris, c. 1690 (ed. Alexis Hubert Jaillot, Paris, 1692 / Pieter Mortier, Amsterdam, 1692). Autor: Guillaume Sanson, Adrien Sanson și Alexis Hubert Jaillot                                | Datare: 1692, 1692 Dimensiuni: (placă / hârtie): 120.6 x 60 cm / 124 x 62.6 cm Material: gravură în cupru (două plăci), hârtie manuală, colorare manuală pe conturul granițelor                                      | Hartă de tipul "carte à figures", reprezentând cursul Dunării, de la izvoare până la vărsare. În colțul din stânga-sus este reprezentată separat o hartă detaliată a zonei izvoarelor Dunării, situate atunci în Principatul Fürstenberg. La marginea inferioară harta este bordată cu vedute ale orașelor Oradea (Varadin / Grand Varadin / Ward / Gross Wardein), Nagykanizsa (Canise / Kanischa), Timișoara (Temeswar) și Szigetvár (Sigeth / Zighet), această serie fiind încheiată de o hartă de mici dimensiuni, dar detaliată, a zonei strâmtorilor Bosfor și Dardanele ("LE BOSPHORE / DE THRACE / Aujourdhuy le Detroit ou / Canal de / CONSTANTINOPLE / Dreßé sur les Memoires de Monsr. / Gallant et de plusieurs Autres. / Par le P. Coronelli Cosmographe / etc."). Cartușul este extrem de elaborat. În registrul superior sunt medalioanele cu portretele a cinci personalități ale vremii, considerate apărătoare ale Creștinătății împotriva amenințării otomane: papa Inocențiu XII, împăratul romano-german Leopold I, regele Poloniei Jan III Sobieski, regele Ungariei Joseph I și ducele Bavariei Maximilian Emanuel. Cartușul este mărginit în stânga de o reprezentare grafică alegorică a triumfului Creștinătății asupra amenințării otomane: un călugăr catolic strivind sub picioare un personaj prăbușit adept al Coranului. În dreapta, un cavaler creștin în armură zdrobește un turc căzut la pământ. La baza cartușului, din nou o frumoasă imagine alegorică: Drava și Sava, reprezentați ca doi frați gemeni, își varsă apele în cele ale bătrânului Danubius. Ca și în alte hărți ale vremii, se constată și în cazul celei de față o oarecare confuzie și incertitudine privind Țările Românești extracarpatice. Astfel, Țara Românească este este marcată drept "Moldavie apelee par d'autres Valaquie", iar peste spațiul Moldovei este notat "Valaquie que d'autres Nomment Moldavie". Această hartă are la bază o variantă mai veche, elaborată de Vicenzo Maria Coronelli (1650-1718), tipărită de I. B. Nolin la Paris, în anul 1688 și care poate fi considerată o hartă prototip, fiind copiată sau preluată cu unele modificări și de alți autori, cartografi sau editori (Popescu-Spineni, 72-73). Succesul hărții lui Coronelli s-a întemeiat pe faptul că a fost elaborată pe baza rapoartelor confraților săi, misionarii franciscani, în teritorii europene mai puțin explorate și cunoscute. În mod cert, nu Nicolas Sanson (mort deja din anul 1667) este autorul hărții de față, așa cum lasă să se înțeleagă mențiunile din titlu și din cartuș, ci continuatorii afacerii sale cartografice (fiii săi, Guillaume și Andre, precum și Alexis Jaillot) care păstrează numele ilustrului lor predecessor spre a oferi hărții garanția calității. Harta este datată 1693, însă a apărut un an mai devreme, în 1692. Elaborarea sa în cadrul atelierului familiei Sanson va fi avut loc nu cu mult timp în urmă, oricum după 9 decembrie 1687, dată când Joseph, fiul cel mare al împăratului Leopold I, este încoronat ca rege al Ungariei (Joseph I), așa cum acesta apare reprezentat în medalionul cartușului. Cercetări laborioase atestă faptul că această hartă nu a fost inclusă în edițiile de Atlas Nouveau ale lui Jaillot, iar apariția sa pe piață s-ar datora exclusiv edițiilor piratate ale acestui atlas, tipărite la Amsterdam de către Pieter Mortier, începând tot cu anul 1692, așadar în paralel cu edițiile pariziene (Pastoureau, 250). | Muzeul Județean Argeș, Pitești       | Cimec    |
|      | Johann Matthias Haas (Hase), Ungaria și țările vecine, Wittenberg, 1744 (ed. Homännische Erben, Nürnberg, 1747 - c. 1780). Autor: Johann Matthias Haas (Hase) | Datare: 1747- 1780 Dimensiuni: (placă / hârtie): 61,4 x 50,5 cm / 63,4 x 52 cm Material: gravură în cupru (o placă), hârtie manuală, colorare manuală                                                                | Hartă detaliată a Ungariei, fiind reprezentate și țările sau provinciile învecinate, ca și cele din spațiul mai larg nord-balcanic. Se precizează că granița dintre cele două imperii, cel otoman și cel austriac, a fost reprezentată conform "păcii recente de la Belgrad" (1739), fiind totodată punctată și cea stabilită anterior, în urma păcii de la Passarovitz (1718). Cum arată textul din cartuș, harta a fost creată în 1744 de Haas, professor de matematică la Universitatea din Wittenberg, pentru casa editorială a moștenitorilor lui Homann. Începând cu 1747, Homännische Erben va include această hartă în Homannischer Atlas, cu mai multe ediții, până către 1780, ca și în Atlas Novus Terrarum Orbis Imperia. | Muzeul Județean Argeș, Pitești       | Cimec    |
|      | Johann Matthias Haas (Hase), Ungaria și țările vecine, Wittenberg, 1744 (ed. Homännische Erben, Nürnberg, 1747 - c. 1780). Autor: Johann Matthias Haas (Hase) | Datare: 1747-1780 Dimensiuni: (placă / hârtie): 60,4 x 50,2 cm / 61 x 53,7 cm Material: gravură în cupru (o placă), hârtie manuală, colorare manuală                                                                 | Hartă detaliată a Ungariei, fiind reprezentate și țările sau provinciile învecinate, ca și cele din spațiul mai larg nord-balcanic. Se precizează că granița dintre cele două imperii, cel otoman și cel austriac, a fost reprezentată conform "păcii recente de la Belgrad" (1739), fiind totodată punctată și cea stabilită anterior, în urma păcii de la Passarovitz (1718). Cum arată textul din cartuș, harta a fost creată în 1744 de Haas, professor de matematică la Universitatea din Wittenberg, pentru casa editorială a moștenitorilor lui Homann. Începând cu 1747, Homännische Erben va include această hartă în Homannischer Atlas, cu mai multe ediții, până către 1780, ca și în Atlas Novus Terrarum Orbis Imperia. Această versiune se deosebește de cea cu nr. inv. F 347/590 prin consemnarea în textul din cartuș, deasupra anului, a obținerii privilegiului: "C. P. S. C. M." (= Cum Privilegio Sacrae Caesareae Majestatis). | Muzeul Județean Argeș, Pitești       | Cimec    |
|      | Reinier și Joshua Ottens, Ungaria, Amsterdam, c. 1730 Autor: Reiner Ottens și Joshua Ottens . | Datare: 1730 Dimensiuni: (placă / hârtie): 89.8 x 50.2 cm / 94.3 x 53.1 cm Material: gravură în cupru (două plăci), hârtie manuală, colorare manuală                                                                 | Hartă minuțios realizată a Ungariei și a ținuturilor învecinate, diferit colorate în nuanțe de galben, vernil și ciclam, tipărită la Amsterdam de frații Renier și Josua Ottens. Casa editorială fusese fondată de tatăl lor, Joachim Ottens (1663-1719), însă după preluarea de către ei a afacerii, editura și tipografia devin tot mai active, impunându-se pe piața olandeză în al doilea sfert al sec. al XVIII-lea. Frații Ottens au publicat în această perioadă, aducând la zi informația cartografică, practic întreaga colecție de hărți disponibilă în epocă; de exemplu, Atlasul Maior editat de ei conținea nu mai puțin de 800 hărți (Moreland / Bannister, 122). Pentru aceasta au cumpărat loturi întregi de plăci, cum ar fi plăcile familiei Danckerts, înlocuind numele cartografilor și editorilor anteriori cu numele lor. O variantă anterioară a acestei hărți a fost elaborată și editată pe la 1718-1719 de Joachim Ottens, inclusă în Atlas Maior sive Collectiva Mapparum variis autoribus. Reține atenția cartușul extrem de elaborat, deasupra căruia se află acvila bicefală a Imperiului Habsburgic ocrotită de un înger ce vestește victoria dintr-o trompetă, ținând cu cealaltă mână o cunună de lauri. În partea dreaptă, cartușul este mărginit de o vinietă în care un personaj cu perucă, tricorn și haine europene (probabil Eugeniu de Savoia) calcă peste un scut decorat cu simbolul semilunei și primește capitularea otomanilor, care, în genunchi, îi predau armele. | Muzeul Județean Argeș, Pitești       | Cimec    |
|      | Carel Allard, Ungaria, Amsterdam, c. 1700 Autor: Carel Allard | Datare: 1700 Dimensiuni: (placă / hârtie): 79.4 x 43.7 cm / 87.8 x 53 cm Material: gravură în cupru (două plăci), hârtie manuală, colorare manuală                                                                   | Hartă minuțios realizată a Ungariei și a ținuturilor învecinate, diferit colorate în nuanțe de galben, vernil și ciclam. Reține atenția plasarea Bulgariei și la nord de Dunăre, într-o zonă care corespunde actualului Banat, ca și numele dat ținutului Valahiei de la răsărit de Olt ("Aluta"): "Montana" = Muntenia. Unele orașe mai importante (de ex.: Viena, Salzburg, Cracovia, Sibiu, Gyula, Cluj, Bistrița) sunt marcate prin miniaturi ale planurilor incintelor bastionare, colorate în roșu. Această reprezentare cartografică are la bază o hartă realizată de Nicolaes Visscher (1618-1679) (preluată și de fiul acestuia, Nicolaes Visscher II - 1649-1702), cu aceeași legendă, editată de familia Visscher între c. 1660-1680. | Muzeul Județean Argeș, Pitești       | Cimec    |
|      | Nicolaes Visscher II, Ungaria și țările vecine, Amsterdam, 1687 Autor: Nicolaes Visscher II | Datare: 1687 Dimensiuni: (placă / hârtie): 81 x 44,2 cm / 86,1 x 50,6 cm Material: gravură în cupru (două plăci), hârtie manuală, colorare manuală                                                                   | Hartă ce reprezintă Regatul Ungar și ținuturile ce se învecinau cu acesta. În privința spațiului românesc, este de semnalat utilizarea toponimului "Montana" = Muntenia pentru zona de la răsărit de râul Olt ("Aluta"). În același timp, surprinde localizarea Bulgariei și la nord de Dunăre, într-o zonă care corespunde actualului Banat. Unele orașe importante sunt marcate minuțios, prin redarea în miniatură a planurilor incintelor fortificate. Cartușul este mărginit în partea dreaptă de reprezentarea unor soldați otomani captivi (pot fi ușor recunoscuți după steagurile cu semilună din fundal), asupra cărora triumfă un înger purtând crucea. Nicolaes Visscher II a fost nepotul lui Claes Jansz. Visscher (denumit uneori și cu numele latinizat - Piscator) (1587-1652), cel care avea să pună bazele unei importante afaceri cartografice și tipografice la Amsterdam. După moartea lui Claes Jansz., afacerea a fost preluată și continuată de fiul său, Nicolaes (I) (1618-1679), iar de la acesta a trecut la fiul său, numit tot Nicolaes (II) (1649-1702), editorul hărții de față. Nicolaes Visscher I obținuse privilegiul din partea Belgiei în 1640 (Popescu-Spineni, 158), însă cum acesta nu era transmisibil urmașilor, Nicolaes Visscher II a fost nevoit să-l dobândească la rândul său, eveniment petrecut în anul 1677. Această hartă a fost inclusă în Atlasul Minor tipărit de Nicolaes Visscher II în mai multe ediții, aproape anual, între 1683-1698. Cum demonstrează și anul marcat în cartuș, harta de față face parte din ediția atlasului tipărită în anul 1687. În ciuda numelui său, acest atlas reunea între 60 și 150 hărți de mari dimensiuni (numărul de hărți varia de la o ediție la alta), realizate cu două plăci (Moreland / Bannister, 113). | Muzeul Județean Argeș, Pitești       | Cimec    |
|      | Henri Châtelain, Europa central-estică în antichitate și în epoca modernă, Amsterdam, 1708 (ed.: Zacharia Châtelain și François L'Honoré, Amsterdam, 1708; 1732). Autor: Henri Châtelain                                                                             | Datare: 1708, 1732 Dimensiuni: (hartă / placă (inclusiv textul) / hârtie): 33,6 x 24,5 cm / 45,8 x 35,6 cm / 52,4 x 44 cm Material: gravură în cupru (o placă), hârtie manuală                                       | Hartă a Europei central-estice, în care elemente de geografie politică specifice începutului de secol XVIII sunt suprapuse peste tabloul antic al zonei, cu marcarea provinciilor romane, a teritoriilor populațiilor barbare, a denumirilor antice ale apelor și munților etc. Este însoțită de un indice al denumirilor teritoriilor și orașelor reprezentate, precum și de texte ("Remarque generale") ce descriu succint istoria, geografia, condițiile de climă și resursele naturale ale teritoriilor înfățișate, precum și popoarele ce le locuiesc. Harta a făcut parte din Atlasul istoric în șapte volume editat de Zacharia Châtelain, între anii 1705 și 1720. Cum indică mențiunea din colțul din dreapta-sus al plăcii, aceasta era cea de-a 40-hartă din volumul II al atlasului. Cu origini pariziene, familia Châtelain părăsește Franța ca urmare a convingerilor religioase hughenote, și după un periplu ce a inclus orașe precum Londra și Haga, se stabilește la Amsterdam, unde capul familiei, Zacharia, împreună cu fiii săi, Henri și Zacharia jr., și în asociere cu ginerele său, François L'Honoré, desfășoară o intensă activitate editorială și tipografică. Astfel, Atlasul istoric al lui Châtelain, proiectat și început la Paris, va fi finalizat la Amsterdam. O a doua ediție avea să apară în 1732. Fără a se remarca prin originalitate, acest atlas este primul Atlas istoric din istoria cartografiei, numit ca atare, explicit (Goffart, 132). Hărțile din atlas se bazau pe lucrările lui G. De L'Isle, iar textele în limba franceză ce însoțeau hărțile îl au ca autor pe Nicolas Gueudeville, un alt protestant nevoit să se refugieze din Franța și să se stabilească în Olanda. | Muzeul Județean Argeș, Pitești       | Cimec    |
|      | Johann Baptist Homann, Cursul inferior al Dunării, Nürnberg, c. 1720 Autor: Johann Baptist Homann | Datare: 1720 Dimensiuni: (placă / hârtie): 59,3 x 49,5 cm / 61,6 x 51,5 cm Material: gravură în cupru (o placă), hârtie manuală, colorare manuală                                                                    | Hartă a cursului inferior al Dunării elaborată după mai multe surse și editată de J. B. Homann, cu privilegiu din partea împăratului romano-german. Harta face parte dintr-un set de trei planșe menite a ilustra secvențial și succesiv întregul curs al Dunării: "Danubii Fluminis Pars Superior / Pars Media / Pars Infima", publicate unitar la Nürnberg încă din 1721, modelul fiind întâlnit și la alți cartografi și editorii ai vremii (sfârșitul sec. al XVII-lea și începutul sec. al XVIII-lea). Transilvania, Banatul și Crișana sunt redate unitar, cu denumirea "Transilvaniae Principatus", însă etniile sunt distinct plasate: românii în sud și în nord, germanii în sud-est, secuii în nord-est, ungurii în vest. Teritoriile românești extracarpatice sunt reprezentate unitar, cu numele generic de "Valachia", fară a se mai perpetua eroarea inversării denumirilor Moldovei și Valahiei, întâlnită la alți autori (la Visscher, de exemplu). Teritorii nord-dunărene corespunzând Olteniei și sudului Munteniei sunt incluse în hotarele sangiacatelor otomane de Vidin și de Nicopole, denumite generic "Bulgaria". Spațiul de la nord de gurile Dunării este clar denumit Basarabia ("Bessarabia"), fiind reprezentat în hotarele teritoriului otoman al sangiacatelor Bender ("Sangiacatus Benderensis") și Cetatea Albă ("Sangiacatus Bialogrodensis"). | Muzeul Județean Argeș, Pitești       | Cimec    |
|      | Nicolaes Visscher II, Cursul inferior al Dunării, Amsterdam, c. 1690 Autor: Nicolaes Visscher II | Datare: 1683-1698 Dimensiuni: (placă / hârtie): 59,7 x 48,9 cm / 62,2 x 52,2 cm Material: gravură în cupru (o placă), hârtie manuală, colorare manuală                                                               | Hartă a cursului inferior al Dunării editată de Nicolaes Visscher II (cu privilegiu din partea Belgiei) și inclusă în al său Atlas Minor, publicat în mai multe ediții la Amsterdam, între anii 1683-1698. Tipografia familiei Visscher publicase o primă variantă a acestei hărți încă din 1640 (Popescu-Spineni, 158), prin intermediul fondatorului editurii, Claes Jansz. Visscher (1587-1652), preluată apoi de moștenitorii afacerii, fiul și apoi nepotul său, ambii purtând același nume, Nicolaes Visscher I (1618-1679) și Nicolaes Visscher II (1649-1702). Harta aceasta face parte dintr-un set de trei planșe menite a ilustra secvențial și succesiv întregul curs al Dunării, aceste reprezentări cartografice fiind preluate cu mici modificări și de Homann și moștenitorii săi (Popescu-Spineni, 92-93). Teritoriile românești extracarpatice sunt reprezentate unitar, cu numele generic de "Valachia", însă denumirile celor două voievodate sunt inversate: Muntenia este denumită "Principatus Moldaviae", iar peste teritoriul Moldovei este marcat "Principatus Valachiae Propriae". Teritorii nord-dunărene corespunzând Olteniei și sudului Munteniei sunt incluse în hotarele sangiacatelor otomane de Vidin și de Nicopole, denumite generic "Bulgaria". | Muzeul Județean Argeș, Pitești       | Cimec    |
|      | Gerard Valck, Dunărea, Amsterdam, c. 1700 (ed. Gerard Valck și Pieter Schenk, Amsterdam, 1702). Autor: Gerard Valck | Datare: 1702 Dimensiuni: (placă / hârtie): 59,3 x 48,7 cm / 61,5 x 53 cm Material: gravură în cupru (o placă), hârtie manuală, colorare manuală                                                                      | Hartă a cursului Dunării de la izvoare până la vărsare, alcătuită din două registre suprapuse. Țările / provinciile sau uneori numai granițele dintre ele sunt colorate în nuanțe de ciclam, galben și verde. Cartușul este plasat în colțul din stânga-jos al registrului superior și este mărginit în partea dreaptă de o reprezentare a bătrânului Danubius sprijinit cu brațul drept de un vas din care își revarsă apele, iar cu mâna stângă de o vâslă. Deasupra textului, un grup de amorași susțin un vas mare plin cu produse agricole, simbolizând fertilitatea pământurilor udate de apele Dunării și abundența lor în recolte. În registrul inferior sunt cuprinse și părți din spațiul românesc: jumătatea sudică a Transilvaniei, cu Crișana și Banatul, Oltenia (ilustrată în hotarele sangiacatului de Vidin-"Sangiacatus Bydensis"), Țara Românească în întregime (numită însă "Principatus Moldaviae"), partea sa sudică fiind inclusă în hotarele sangiacatului de Nicopole ("Sangiacatus Nicopolensis"), precum și Moldova meridională (marcată drept "Princ Valachiae Propriae"), cele două Țări Românești extracarpatice nefiid despărțite de vreo graniță și denumite unitar "Valachia". Câteva orașe mai importante (precum Belgrad, Viena Buda - nu însă și Pesta -, Sibiu, Adrianopol, Istanbul) sunt marcate pe hartă prin miniaturi colorate în roșu ale planului fortificației coroborat cu rețeaua stradală. Asocierea dintre Gerard Valck și Pieter Schenk a avut loc în 1687, aceștia cumpărând pentru propria afacere multe dintre plăcile de cupru ale familiei Blaeu aflată în continuu regres după incendiul din 1672 ce i-a afectat definitiv atelierul tipografic (închis în 1695). Asocierea profesională dintre cei doi a fost dublată și de o legătură de familie, Pieter Schenk luând în căsătorie pe sora lui Gerard Valck (Moreland / Bannister, 119-120). Harta de față a fost inclusă în atlasul editat de ei la Amsterdam, în 1702, intitulat Nova totius geographica telluris projectio, la realizarea căruia, pe lângă vechile plăci de la Blaeu, reîmprospătate, au fost folosite și alte hărți preluate de la N. Sanson. | Muzeul Județean Argeș, Pitești       | Cimec    |
|      | Gottfried Jacob Haupt, Cursul inferior al Dunării, Augsburg, c. 1737 (ed.: Homännische Erben, Nürnberg, 1737-1753). Gottfried Jacob Haupt, Cursul inferior al Dunării, Augsburg, c. 1737 (ed.: Homännische Erben, Nürnberg, 1737-1753). Autor: Gottfried Jacob Haupt | Datare: 1737 Dimensiuni: (hartă / placă / hârtie): 55,3 x 44,4 cm / ? (decupaj) / 62,7 x 55,6 cm Material: gravură în cupru (o placă), hârtie manuală, colorare manuală pe conturul granițelor                       | Harta ilustrează nordul Peninsulei Balcanice, axul central fiind cursul inferior al Dunării, de la Belgrad și până la vărsare. Aparține tipului "carte à figures", harta propriu-zisă fiind bordată de vedute ale unor orașe importante (cuprinse în hartă) și descrieri succinte ale acestora, în limba germană. În banda de sus sunt reprezentate: Timișoara - Temeswar, Belgrad, Oradea - Wardinum (Gros Wardein), Niș - Nissa (Nisch) și Vidin - Widin (Bodon); jos: Oceakov - Oczakow și Adrianopol - Adranopel (Endre); stânga: Gyula, Seghedin - Segedin, Sabac - Sabacz, Satu Mare - Zatmar și Bender - Bender-Tekin; dreapta: Sibiu - Hermanstadt (Hermanstatt), Făgăraș - Fogaras, Cluj - Clausenburg (Coloswar), Semendia și Sofia - Sophia. Cartușul este mărginit în partea dreaptă de un personaj reprezentându-l probabil pe sultan, îmbrăcat cu veșminte orientale, purtând pe cap un turban și ținând sabia ridicată în mâna dreaptă și un sceptru în mâna stângă. Deasupra lui, un vultur având pe cap o coroană închisă surmontată de o cruce, simbolizând Imperiul Habsburgic, sfărâmă cu ghearele o semilună, simbolul Imperiului Otoman. Tot Haupt a realizat o hartă în aceeași manieră cu cea a hărții de față, ce ilustra cursul mijlociu al Dunării (Danubii Fluminis Pars Media in qua Hungaria, Sclavonia, Bosnia, Croatia, Dalmatia et Servia accurate distincta, Augsburg, c. 1740). | Muzeul Județean Argeș, Pitești       | Cimec    |
|      | Johannes Janssonius, Nordul Banatului și sudul Crișanei, Amsterdam, 1645 (ed. Moses Pitt și William Nicholson, Oxford, 1683). Autor: Johannes Janssonius (Jan Jansson)                                                                                               | Datare: 1683 Dimensiuni: (placă / hârtie): 47,5 x 38 cm / 56,8 x 51,1 cm Material: gravură în cupru (o placă), hârtie manuală, colorare manuală                                                                      | Hartă a teritoriului dintre Tisa, Crișul Negru și Timiș, detaliind nordul Banatului și sudul Crișanei. Localitățile sunt menționate cu denumirile maghiare, în cadrul comitatelor (Torontal, Bihor, Szabolcz, Szathmar, Ugocs). Cartuș elaborat, flancat de simbolurile celor două lumi, cea creștină (Imperiul Habsburgic) și cea otomană (Imperiul Otoman), care la mijlocul sec. XVII-lea se confruntau în zonă: un soldat creștin în armură, cu coif cu panaș și ținând în mâna dreaptă spada iar în mâna stângă un crucifix, iar de cealaltă parte, un otoman purtând pe cap turbanul specific și ridicând în mâna dreaptă sabia. Acesta din urmă stă pe un grup de robi creștini prăbușiți la pământ, iar în spatele său se observă case în flăcări. Istoria acestei hărți este fascinantă. Publicată într-o primă versiune chiar de Janssonius în al său celebru Nieuwen Atlas of the Werelt-Beschrijvinge, vertonende de voornaeniste Rijcken ende Landen des Gheheelen Aerdt-Bodems, apărut la Amsterdam, între 1645-1647 (Van der Krogt 1, 2810:1.1), este reluată, într-o formă mai apropiată de cea prezentată aici, în 1658, în partea a doua a primului volum din cele șase ale unui atlas tipărit de casa editorială a lui Janssonius între 1657 și 1659 (Keuning 1951, 83-84). Janssonius moare în 1664, iar averea, inclusiv plăcile de cupru, este împărțită între cele două surori ale sale, Elisabeth, căsătorită cu Johannes van Waesbergen (1642-1681), și Maria, căsătorită cu Eliazar Weyerstraet. Cu plăcile lui Janssonius, aceștia continuă să publice o serie de atlase, începând cu 1666, în asociere, sub marca Moștenitorii lui Janssonius - Johannii Janssonii Herdes (Bagrow, 180-181). Zece ani mai târziu, în 1676, după mai multe licitații publice, întreaga moștenire cartografică, inclusiv întregul set de plăci, este cumpărat de van Waesbergen. Acesta se va asocia cu englezul Moses Pitt, care intenționa editarea unui mare atlas universal, după modelul celor olandeze, în limba engleză. Atlas Major al lui Janssonius i se părea cea mai bună variantă. Așadar plăcile ajung la Pitt prin intermediul ginerelui lui Janssonius, Johannes Janssonius van Waesbergen. Însă curând, în 1681, acesta moare, iar Pitt se confrunta cu mari dificultăți financiare. Din cele 11 volume plănuite pentru The English Atlas, nu a reușit să tipărească decât patru și textul de la al cincilea, între 1680 și 1683 (Taylor, 294; Keuning 1951, 92-93; Moreland / Bannister, 161). Cel de-al treilea volum, din care făcea parte și harta de față, a apărut în 1683, dar nu a fost semnat de Pitt, deja ruinat fianciar, ci de William Nicholson. În 1694, plăcile aveau să fie din nou vândute, lotul răspândindu-se între mai mulți editori și tipografi. Pitt moare doi ani mai târziu. | Muzeul Județean Argeș, Pitești       | Cimec    |
|      | Theodor Danckerts, Dunărea, Amsterdam, c. 1700 Autor: Theodor Danckerts | Datare: 1700 Dimensiuni: (placă / hârtie): 57,4 x 50,3 cm / 61,6 x 52,7 cm Material: gravură în cupru (o placă), hârtie manuală, colorare manuală                                                                    | Hartă a cursului Dunării de la izvoare până la vărsare, alcătuită din două registre suprapuse. Granițele dintre țări / provincii sunt colorate în nuanțe de ciclam, galben și verde. În colțul din stânga-jos al registrului superior, cartușul este deosebit de elaborat și viu colorat: două personaje masculine (reprezentând cele două izvoare Brigach și Breg, ce-și unesc apele lângă Donaueschingen, din confluența lor născându-se Dunărea) revărsând apele fluviului din două vase mari, în timp ce mai multe femei (afluenții importanți) le aduc ofrande. În registrul inferior sunt cuprinse și părți din spațiul românesc: jumătatea sudică a Transilvaniei, cu Crișana și Banatul, Oltenia (ilustrată în hotarele sangiacatului de Vidin-"Sangiacatus Bydenensis"), Țara Românească în întregime (numită însă "Principatus Moldaviae") și partea sudică a Moldovei (marcată drept "Princip: Valachiae Propriae"), cele două Țări Românești extracarpatice nefiind despărțite de vreo graniță și denumite unitar "Valachia", precum și extremitatea sudică a Basarabiei ("Bessarabiae Pars"). Orașele importante (precum Belgrad, Buda și Pesta, Veneția, Sibiu, Adrianopol, Istanbul) sunt marcate pe hartă prin miniaturi colorate în roșu ale planului fortificației coroborat cu rețeaua stradală. Afacerea cartografică a familiei Danckerts a fost inițiată la Amsterdam în jurul anului 1680 de către Justus Danckerts (1635-1701) și continuată de fiii săi: Theodor (1663-1727) și Cornelis (1664-1717) (Danku / Sümeghy 2007). Primul atlas Danckerts a fost editat în 1690, hărțile fiind create în pas rapid, în două etape: 1682-1683 și 1686-1687, după cele ale lui De Witt. Activitatea tipografică a familiei Danckerts se face remarcată la Amsterdam până prin 1712, când atlasul lor cunoscuse deja șase ediții (Danku / Sümeghy 2006, 88). Ulterior, plăcile tipografice ale familiei Danckerts vor fi achiziționate în mare parte de frații Ottens, care vor continua multiplicarea hărților, de astă dată însă marcate cu numele lor. Și harta de față a cunoscut o variantă Ottens, tipărită în jurul anului 1740. Deși casa editorială Danckerts nu și-a datat niciodată hărțile sau foile de titlu ale atlaselor (Danku / Sümeghy 2006, 86), analize minuțioase au dus la elaborarea unei cronologii coerente a acestora (Danku / Sümeghy 2007). Ca urmare, putem stabili că harta prezentată aici face parte dintre ultimele producții ale familiei. După cum se menționează în textul cartușului, autorul este considerat Theodor Danckerts, care beneficia de privilegiu. Este cunoscut faptul că fondatorul tipografiei, Justus Danckerts a obținut privilegiul în 1684 (Danku / Sümeghy 2006, 87). Cum acesta era valabil 15 ani, până în 1699, și nu era transmisibil urmașilor, fiul lui Justus și continuatorul afacerii, Theodor, îl va fi înnoit după această dată, așadar prin 1700. În 1701 Justus moare, un argument în plus pentru Theodor să se menționeze drept unic autor al hărții. Rezultă așadar o datare absolută pentru harta de față cuprinsă între 1700-1701 și 1712, an după care activitatea firmei Danckerts scade brusc și ireversibil (între 1712 și 1727 numai două hărți ale lor sunt cunoscute) (Danku / Sümeghy 2006, 88). | Muzeul Județean Argeș, Pitești       | Cimec    |
|      | Willem Janszoon Blaeu și Joan Blaeu, Transilvania, Amsterdam, c. 1645. Autor: Willem Janszoon Blaeu și Joan Blaeu | Datare: 1645 Dimensiuni: (placă / hârtie):50,2 x 38,4 cm / 52,2 x 40,7 cm (color) Material: gravură în cupru (o placă), hârtie manuală, colorare manuală                                                             | Hartă a Transilvaniei, copiată de Willem Janszoon Blaeu după o realizare mai veche (c. 1590) ce-i aparținea lui Gerardus Mercator. Deși Blaeu nu precizează deloc acest lucru, dându-se el însuși împreună cu fiul său drept autori, este cert că avem de a face cu o copie după harta lui Mercator, în acest sens stând mărturie elemente precum asemănarea izbitoare cu harta acestuia pentru Transilvania, publicată de familia Hondius, după ce aceasta intră în posesia plăcilor de cupru, sau simbolul heraldic al familiei Bathory ce surmontează cartușul, un anacronism pentru epoca în care Blaeu publică harta, însă perfect justificat pentru perioada când Mercator a executat prototipul. Familia Blaeu publică pentru prima oară această hartă în 1634, la Amsterdam, în ediția în limba germană a atlasului lor (Keuning 1959, 78-79). Harta prezentată aici face parte din una dintre edițiile în limba olandeză ale aceluiași atlas, toate tipărite la Amsterdam, începând cu anul 1635 și reeditată periodic până în 1650 (Moreland / Bannister, 108). Curând harta aceasta avea să fie tipărită într-o variantă apropiată și de Johannes Janssonius, moștenitor legitim, prin înrudirea și asocierea cu familia Hondius, al dreptului de a beneficia de zestrea cartografică lăsată de Mercator. Diferențele față de varianta lui Janssonius sunt minore, harta lui Blaeu având dimensiuni ceva mai mari, o trăsătură distinctivă fiind aceea că îi lipsesc meridianele. Transilvania este reprezentată ca un ținut înconjurat de munți, brăzdat de cursurile a trei ape importante (Someș - "Sames", Mureș - "Marisius vel Merisch" și Olt - "Alt vel Aluta"), învecinându-se la nord cu Rusia, la sud-est cu Valachia și la nord-vest cu Ungaria. Cartușul este plasat în colțul inferior drept, surmontat de două personaje feminine simbolizând credința, respectiv înțelepciunea,având între ele blazonul familiei Bathory: un scut albastru cu trei gheare de urs. Cum ultimul principe al Transilvaniei provenind din această familie, Gabriel Bathory (1608-1613) își încheiase domnia cu mai bine de două decenii înaintea publicării hărții de către Blaeu, s-a încercat să se explice acest anacronism (prezența blazonului Bathoreștilor în cartuș) prin marea importanță pe care a avut-o această familie în istoria Transilvaniei și prin intrarea ei în conștiința comună a contemporanilor (Feiszt). Explicația devine însă mult mai clară dacă avem în vedere faptul că modelul pe care l-a copiat Blaeu fusese realizat de către Gerardus Mercator prin 1580-1590, atunci când principe al Transilvaniei era Sigismund Bathory (1581-1597). | Muzeul Județean Argeș, Pitești       | Cimec    |
|      | Willem Janszoon Blaeu și Joan Blaeu, Transilvania, Amsterdam, c. 1645 Autor: Willem Janszoon Blaeu și Joan Blaeu | Datare: 1645 Dimensiuni: (placă / hârtie): 50,2 x 38,4 cm / 61,5 x 51 cm (alb-negru) Material: gravură în cupru (o placă), hârtie manuală, colorare manuală                                                          | Hartă a Transilvaniei, copiată de Willem Janszoon Blaeu după o realizare mai veche (c. 1590) ce-i aparținea lui Gerardus Mercator. Deși Blaeu nu precizează deloc acest lucru, dându-se el însuși împreună cu fiul său drept autori, este cert că avem de a face cu o copie după harta lui Mercator, în acest sens stând mărturie elemente precum asemănarea izbitoare cu harta acestuia pentru Transilvania, publicată de familia Hondius, după ce aceasta intră în posesia plăcilor de cupru, sau simbolul heraldic al familiei Bathory ce surmontează cartușul, un anacronism pentru epoca în care Blaeu publică harta, însă perfect justificat pentru perioada când Mercator a executat prototipul. Familia Blaeu publică pentru prima oară această hartă în 1634, la Amsterdam, în ediția în limba germană a atlasului lor (Keuning 1959, 78-79). Harta prezentată aici face parte din una dintre edițiile în limba olandeză ale aceluiași atlas, toate tipărite la Amsterdam, începând cu anul 1635 și reeditată periodic până în 1650 (Moreland / Bannister, 108). Curând harta aceasta avea să fie tipărită într-o variantă apropiată și de Johannes Janssonius, moștenitor legitim, prin înrudirea și asocierea cu familia Hondius, al dreptului de a beneficia de zestrea cartografică lăsată de Mercator. Diferențele față de varianta lui Janssonius sunt minore, harta lui Blaeu având dimensiuni ceva mai mari, o trăsătură distinctivă fiind aceea că îi lipsesc meridianele. Transilvania este reprezentată ca un ținut înconjurat de munți, brăzdat de cursurile a trei ape importante (Someș - "Sames", Mureș - "Marisius vel Merisch" și Olt - "Alt vel Aluta"), învecinându-se la nord cu Rusia, la sud-est cu Valachia și la nord-vest cu Ungaria. Cartușul este plasat în colțul inferior drept, surmontat de două personaje feminine simbolizând credința, respectiv înțelepciunea,având între ele blazonul familiei Bathory: un scut albastru cu trei gheare de urs. Cum ultimul principe al Transilvaniei provenind din această familie, Gabriel Bathory (1608-1613) își încheiase domnia cu mai bine de două decenii înaintea publicării hărții de către Blaeu, s-a încercat să se explice acest anacronism (prezența blazonului Bathoreștilor în cartuș) prin marea importanță pe care a avut-o această familie în istoria Transilvaniei și prin intrarea ei în conștiința comună a contemporanilor (Feiszt). Explicația devine însă mult mai clară dacă avem în vedere faptul că modelul pe care l-a copiat Blaeu fusese realizat de către Gerardus Mercator prin 1580-1590, atunci când principe al Transilvaniei era Sigismund Bathory (1581-1597). | Muzeul Județean Argeș, Pitești       | Cimec    |
|      | Gerardus Mercator, Transilvania, Duisburg, c. 1590 (ed. Johannes Janssonius, Amsterdam, c. 1650). Autor: Geradus Mercator (Gerad Kremer) | Datare: 1638-1662 Dimensiuni: (placă / hârtie): 43 x 34,1 cm / 55,5 x 47,5 cm (alb-negru) Material: gravură în cupru (o placă), hârtie manuală, colorare manuală                                                     | Hartă a Transilvaniei realizată la c. 1590 de Gerardus Mercator. Cum o copie a acestei hărți fusese publicată la Amsterdam de familia Blaeu în 1634, cunoscând apoi ediții succesive (Keuning 1959, 78-79), familia Hondius o va publica și ea în scurt timp, drept continuatoare legitimă a moștenirii cartografice lăsate de Mercator (în 1604, Jodocus Hondius cumpărase plăcile de cupru ale lui Mercator de la urmașii acestuia). Prima apariție a acestei hărți de sub teascurile tipografice ale atelierului familiei Hondius s-a înregistrat în 1636, cu ocazia editării în limba engleză a atlasului Mercator-Hondius - Atlas or Geographicke Description of the Regions, Countries and Kingdoms of the World (Keuning 1947, 57). Spre a dovedi autenticitatea și legitimitatea hărții lor și spre a sugera, în același timp, faptul că harta publicată cu doi ani mai devreme de familia rivală Blaeu nu era altceva decât un plagiat fără valoare, familia Hondius va marca în colțul hărții sintagma "Per Gerardum Mercatorem". După moartea lui Henricus Hondius (1638), Johannes Janssonius, cumnatul și asociatul său, va continua afacerea cartografică, editând mai departe atlasul sub un nume nou - Atlas Novus. Concurând producțiile lui Blaeu, acest atlas s-a bucurat de un succes remarcabil, cunoscând foarte multe ediții între anii 1638-1666, în cinci limbi (latină, olandeză, franceză, germană și spaniolă) (Keuning 1951, 73; Moreland / Bannister, 97). Harta Transylvania, Sibenburgen a figurat în atlas (harta nr. 487) încă de la prima ediție a acestuia (în limba latină și în limba olandeză), din 1638 (Keuning 1951, 73). Harta alb-negru (nr. inv. F 361/604) a fost inclusă în una din edițiile în limba olandeză ale atlasului lui Janssonius, anii de apariție ai acestor ediții fiind: 1638, 1640-41, 1644-47, 1650-59, 1662 (Keuning 1951, 73). Harta colorată (nr. inv. F 362/605) provine dintr-una din edițiile în limbă franceză, tipărite în anii: 1639-42, 1644, 1646-47, 1649-52, 1656-58, 1662 (Keuning 1951, 73). Harta color prezentată aici este un exemplar rarisim, cu o valoare bibliofilă sporită. Deși verso-ul conține clar o descriere a Transilvaniei în limba franceză, harta imprimată a fost, dintr-o eroare, cea a Palatinatului Bavariei (Palatinatus Bavariae). Janssonius nu a renunțat însă la tirajul astfel rebutat (probabil din rațiuni financiare), ci a procedat la o tipărire individuală a hărții corecte, cea a Transilvaniei, pe filă separată, pe care a aplicat-o prin lipire peste cea a Bavariei. Deși lipirea a fost foarte bine executată, eroarea redacțională este trădată de grosimea evidentă a hărții astfel rezultate, ca și de faptul că conturul hărții Bavariei încă este recognoscibil chiar și suprapus de cel al Transilvaniei. Transilvania este reprezentată ca un ținut înconjurat de munți, brăzdat de cursurile a trei ape importante (Someș - "Sames", Mureș - "Marisius vel Merisch" și Olt - "Alt vel Aluta"), învecinându-se la nord cu Rusia, la sud-est cu Valachia și la nord-vest cu Ungaria. Cartușul este plasat în colțul inferior drept, surmontat de două personaje feminine simbolizând credința, respectiv înțelepciunea, având între ele blazonul familiei Bathory: un scut albastru cu trei gheare de urs. Cum ultimul principe al Transilvaniei provenind din această familie, Gabriel Bathory (1608-1613) își încheiase domnia de mai bine de două decenii, s-a încercat să se explice acest anacronism (prezența blazonului Bathoreștilor în cartuș) prin marea importanță pe care a avut-o această familie în istoria Transilvaniei și prin intrarea ei în conștiința comună a contemporanilor (Feiszt). Explicația devine însă mult mai clară dacă avem în vedere faptul că modelul original al hărții fusese realizat de către Gerardus Mercator prin 1580-1590, atunci când principe al Transilvaniei era Sigismund Bathory (1581-1597). | Muzeul Județean Argeș, Pitești       | Cimec    |
|      | Bancă | Datare: 2/2 sec. XIX Dimensiuni: L - 682 cm; l - 57 cm; Î - 48 cm Material: lemn de cireș | Banca din lemn de cireș a fost, la origine, capitonată cu piele. Realizată dintr-un singur trunchi de copac, banca s-a păstrat foarte bine. Prezintă elemente de decorație minimală, în zona de susținere. Suprafața este fin șlefuită și băițuită, lemnul are aspect hrănit. Nu sunt vizibile urme de atac xilofag. | Muzeul Național Brătianu, Ștefănești | Cimec    |
|      | Bustul lui Ion I.C.Brătianu Autor: Jalea, Ion | Datare: 1926 Dimensiuni: Î - 20 cm; l - 15 cm Material: bronz, turnare | Bustul lui Ion I.C.Brătianu, turnat în bronz, este o reprezentare realistă, cu certă valoare plastică. Trăsăturile faciale sunt minuțios redate, contribuind la caracterul recognoscibil al personajului. | Muzeul Național Brătianu, Ștefănești | Cimec    |
|      | Capul lui Ion C. Brătianu | Datare: 2/2 sec. XIX Dimensiuni: Î - 27 cm; l - 22 cm Material: marmură | Fragmentul face parte dintr-un bust, realizat stil realist, din marmură. Trăsăturile sunt recognoscibile. | Muzeul Național Brătianu, Ștefănești | Cimec    |
|      | Scrin | Datare: 2/2 sec. XIX Dimensiuni: L - 249 cm; Î - 147 cm; l latura mică - 46 cm, l latura mare - 76 cm Material: lemn de nuc                                                                                          | Scrin din două corpuri masive, legate între ele printr-un al treilea, de mai mici dimensiuni, cu decorație minimală: o friză, în partea superioară, cu mici baluștri. Două colțuri intarsiate pe partea frontală a ușilor au fost înlocuite cu un lemn mai nou, din salcâm, băițuit. Obiectul este în bună stare, fără urme de atac xilofag. | Muzeul Național Brătianu, Ștefănești | Cimec    |
|      | Baston al lui Ion C. Brătianu | Datare: 2/2 sec. XIX Dimensiuni: L - 80 de cm Material: lemn | Bastonul, din lemn de esență tare, are mânerul înfiletat, întărit cu o tijă din argint. Frontal, sunt prezente inițialele ICB (probabil Ion C. Brătianu). | Muzeul Național Brătianu, Ștefănești | Cimec    |
|      | Fracul lui Dumitru C. Brătianu | Datare: 2/2 sec. XIX Dimensiuni: Lungime total - 152 cm; Sacoul – umeri - 50 cm; L spate - 114 cm; L față - 44 cm; Pantalonul - 107 cm Material: stofă de lână                                                       | Fracul, din stofă de lână neagră, este păstrat în bună stare, nu prezintă urme de degradare a țesăturii. Are o croială clasică. | Muzeul Național Brătianu, Ștefănești | Cimec    |
|      | Pahar cu monograma D.C.B. (Dumitru Constantin Brătianu) | Datare: 2/2 sec. XIX Dimensiuni: Î - 9,5 cm; D - 7 cm Material: cristal de Baccara | Paharul este din cristal de Baccara, cu monograma D.C.B. (Dumitru Constantin Brătianu). Donat de familia Brătianu în anul 2004. | Muzeul Național Brătianu, Ștefănești | Cimec    |
|      | Pașaport al lui Liviu Rebreanu | Datare: 24 iunie 1963 Școală: M.O. Imprimeria Națională Dimensiuni: L: 16,5 cm., l: 9,5 cm. Material: carton, hârtie, metal                                                                                          | Pașaport eliberat de Ministerul de Interne din România la 24 iunie 1936 pe numele lui Liviu Rebreanu și a însoțitoarei lui, Fanny Rebreanu (soția). Pașaportul este bilingv (română și franceză) și conține semnăturile și fotografiile lui Liviu Rebreanu și ale lui Fanny Rebreanu (prinse în capse metalice). Pașaportul are 28 de pagini și 9 vize eliberate de ambasadele Franței, Germaniei, Poloniei, Ungariei, Austriei, Elveției, Marii Britanii, Cehoslovaciei și Belgiei. De asemenea, alături de aceste vize, mai sunt prezente 4 timbre românești, 2 timbre maghiare, unul austriac, unul elvețian, 2 britanice și unul belgian. | Muzeul Județean Argeș, Pitești       | Cimec    |
|      | Frac al lui Armand Călinescu | Datare: 1910-1920 Școală: Gio Hristescu Material: stofă bumbac, atlas | Frac ce a aparținut lui Armand Călinescu. Este din stofă de bumbac, de culoare neagră. Căptușala este din atlas, de culoare neagră, cu excepția mânecilor, unde este de culoare albă. În față sunt 6 rânduri de nasturi (din care numai unul este folosit pentru închis fracul). La fiecare mânecă sunt patru nasturi, de asemenea, la spate mai sunt prezenți alți doi nasturi. La guler este cusută eticheta atelierului de confecții: "Gio Hristescu. Bucuresci". | Muzeul Județean Argeș, Pitești       | Cimec    |
|      | Vestă a lui Armand Călinescu | Datare: 1900-1940 Școală: "Welch Margetson and Co. Ltd." Material: stofă de bumbac, metal, plastic | Vestă care a aparținut lui Armand Călinescu. Este din stofă de bumbac, de culoare albă și poartă eticheta atelierului de confecții: "Welch Margetson and Co. Ltd. London. England. Trade Mark. Made in Great Britain". Partea din spate a vestei este reprezentată, de fapt, doar printr+o curea din bumbac, reglabilă ca lungime datorită unei catarame metalice. În față se închide cu patru nasturi din metal îmbrăcați în plastic. Și în interiorul vestei sunt prezenți patru nasturi metalici îmbrăcați în pânză de bumbac. | Muzeul Județean Argeș, Pitești       | Cimec    |
|      | Siflie care i-a aparținut lui Ion Antonescu | Datare: 1941-1944 Dimensiuni: L: 3,3 cm., G: 1,4 g., 14 K Material: aur | Siflie care i-a aparținut lui Ion Antonescu. Este din aur de 14 K și are 1,4 g. Este realizaă prin turnare, fiind decorată cu motive florale. Este inscripționată: "Mș. I.A." și "Fix". Se purta la gât legată cu o panglică tricoloră din naylon. | Muzeul Județean Argeș, Pitești       | Cimec    |
|      | Ac de cravată care i-a aparținut lui Ion Antonescu | Datare: 1942 Dimensiuni: L: 6,5 cm., L lănțișor: 9 cm. Material: argint | Ac de cravată care i-a aparținut lui Ion Antonescu. Are aplicat prin lipire Ordinul "Steaua României", în grad de cavaler, model 1938/1941. Este inscripționat: "Sub. din C.N. - La 60 de ani - Conducătorului". Lănțișorul este din argint și are 9 cm. lungime. | Muzeul Județean Argeș, Pitești       | Cimec    |
|      | Tabachera lui Armand Călinescu | Datare: 1920-1939 Dimensiuni: L: 9 cm., l: 5 cm., G: 55 g. Material: argint | Tabacheră din argint care a aparținut lui Armand Călinescu. Decorată cu linii orizontale și cu monograma lui Armand Călinescu în colțul din dreapta sus. | Muzeul Județean Argeș, Pitești       | Cimec    |
|      | Ac de cravată care a aparținut lui Armand Călinescu Autor: Antropov | Datare: 1938 Școală: Antropov Dimensiuni: L: 5,5 cm., l: 0,4 cm., G: 3,66 g., 14 K Material: aur | Ac de cravată care a aparținut lui Armand Călinescu. Este din aur de 14 K și are 3, 66 g. Este inscripționat: "Armand - 45" și "585. Antropov. 594". Este decorat cu motive florale și geometrice. Lănțișorul și inelul au împreună 7,3 cm. | Muzeul Județean Argeș, Pitești       | Cimec    |
|      | Binoclu care a aparținut lui Armand Călinescu Autor: E. Krauss & Co | Datare: Ante 1930 Dimensiuni: L: 13 cm., l: 11 cm. Material: metal, sticlă, piele | Binoclu care a aparținut lui Armand Călinescu. Este inscriționat cu marca producătorului ("E. Krauss. Paris. Optique de Precision") și cu literele "I.A.". | Muzeul Județean Argeș, Pitești       | Cimec    |
|      | Joben al lui Alexandru Vaida Voievod Autor: Weiss, Josif | Datare: Începutul secolului XX Școală: Josif Weiss Material: stofă de bumbac | Joben din stofă de bumbac, de culoare neagră, care a aparținut lui Alexandru Vaida Voievod. | Muzeul Județean Argeș, Pitești       | Cimec    |
|      | Frac al lui Alexandru Vaida Voievod Autor: Weiss, Josif | Datare: Începutul secolului XX Școală: Josif Weiss Material: stofă de bumbac | Frac din stofă de bumbac de culoare neagră, realizat la Cluj în atelierul lui Josif Weiss. A aparținut lui Alexandru Vaida Voievod. | Muzeul Județean Argeș, Pitești       | Cimec    |